# 北の国から
『北の国から』（きたのくにから）は、フジテレビ系で放送された日本のテレビドラマのシリーズ。原作・脚本は倉本聰。主演は田中邦衛。
連続ドラマとして「金曜劇場」枠で1981年10月9日から1982年3月26日まで毎週金曜日22:00 - 22:54に放送された後、ドラマスペシャルとしてシリーズ化され、8編のドラマスペシャルが1983年から2002年まで放送された。北海道富良野市（主に麓郷地区）を舞台に、北海道の雄大な自然の中で田中演じる主人公・黒板五郎と2人の子どもの成長を21年間にわたって描く。

## 概要
東京から故郷の北海道に戻り、大自然の中で暮らす一家の姿を描く。脚本は倉本聰。連続ドラマ放送後、8編に及ぶドラマスペシャルが放映され、フジテレビのイメージアップに貢献した。主題歌の作曲・スキャットは、さだまさし。

### 連続ドラマ
全24話。テレビ大賞受賞作品。異例の1年2か月間に及ぶ長期ロケを敢行。スタート当初は視聴率も一時は1桁台に落ちたものの、尻上がりに上昇し最終回には20%を突破、平均視聴率は14.8%を記録した。最終回放送日には、フジテレビが各新聞朝刊にお礼広告を出稿し、視聴者から寄せられた投書も1万通を超えた。24本の放送終了後には1億数千万の赤字を計上したが、ビデオ販売などで20数億円の利益を上げている。

### ドラマスペシャル
連続ドラマの好評を受け、10年単位で子役の成長を追う大河ドラマというコンセプトで、当初から長期シリーズとする予定で開始。ドラマスペシャルでは常時視聴率20%超えを記録した。全ての作品がビデオ化されている。

## あらすじ

### 北の国から
第１話
妻の令子が家を出て半年。東京が嫌になった五郎は、幼い純と螢を連れ、故郷の北海道は富良野で暮らし始める。以前住んでいた麓郷の廃屋を家族で補修し、電気も水道もない大自然の中での、三人だけの暮らしが始まった。田舎になじもうとする螢、どうしてもなじめない純。ある朝、螢は五郎に対し、自分たちがいなくてもここで暮らしたいか、と問いかけるのだった。　
第２話
秋、北海道での暮らしの準備が進む。しかし、不便な生活に馴染めない純は、東京に残る母・令子へと手紙を書き、投函を螢に託す。ところが螢は町への道すがら、手紙を川に落としてしまう。その日、麓郷の五郎を訪ねてきたのは、令子の妹・雪子だった。しかし都会の空気をまとう彼女を、五郎は快く迎えられないでいた。一方、夜になっても戻らない螢を探す男衆。騒ぎの中で、純は五郎に思いをぶつける。
第３話
冬を間近に控え開拓が進むある日の夜、雪子は身の上話とともに、改めて純の気持ちを五郎に伝えた。五郎は苛立ちに似た感情を抑えられぬまま、純を東京の令子に託す決心をする。三日後、駅を発つ純に、麓郷の主とも言える清吉は「負けて逃げ出す人たちを何人も見送ってきた」とつぶやいた。その声は純の心を静かに揺さぶる。夜、五郎と螢だけになった家の前に響く車のエンジン音。扉の向こうに立っていたのは……。
第４話
冬を迎えたある日、東京から弁護士・本田好子がやって来た。彼女は親権について五郎に詰め寄る。さらに本田は純たちに接触し、母からの手紙の存在を伝えた。翌日、純は一人で本田を訪ねる。五郎と共に令子の浮気現場を目撃した螢は、頑として父の側を離れなかった。本田と対面した純は会話の中で、半年前、夜中に電話で誰かと話し込む母の姿を思い出していた。本田は令子と電話を繋ぐ。受話器から漏れる母の声。狼狽した純はホテルを飛び出す。その先には、雪に埋もれるように、見慣れた一台の車が止まっていた。
第５話
弁護士との一件以来、父に疎まれていると感じている純。一方の五郎は、偏屈者の笠松杵次から「（お前たちが住む）あの土地は自分のものだ」と告げられる。その杵次は黒板家を訪ね、火起こしの練習をする純に開拓の苦労話をこぼす。夜、酒の席。笠松老を悪く言う大人たちに耐えきれず感情を爆発させる純に、五郎はつい手を上げてしまう。落とした帽子を踏みつけ逃げ出す純は、その後、草太にたしなめられるのだった。子供たちが寝床に入った深夜、五郎は一人、酒に酔う。頭には純の帽子が乗っていた。
第６話
マフラーを編む雪子。純は草太へのプレゼントだと考え、草太につい漏らしてしまう。雪子に惚れている草太は意を決し、雪子にキスをする。しかしある夜、草太に想いを寄せるつららが雪子を訪ね、静かな口調で「覚悟がないなら、ここにいてほしくない」と本音をぶつける。その言葉にかつての苦い恋を思い出した雪子は、一人、煙草に火を付けるのだった。加えて五郎からも農家に嫁ぐことの重みを聞かされた彼女は、麓郷の人々の想いを抱えきれなくなり、一度東京へと戻って行った。
第７話
学校帰りは中畑家で父の帰りを待つ純と螢。ある日、純は衝動的に令子に電話を掛ける。令子は涙ながらに純との会話を喜ぶ。母への思慕が募る一方、父との距離は開いていく。見かねた中畑はクリスマスイブの夜、純を諭すのだった。父の優しさや苦労を初めて知る純。夜、家に帰り着くと、そこには二人分のスキーセットが置かれ、靴下が履かされていた。夜、螢は五郎に、黙って母に電話したことを詫びる。タイミングを逃し、黙ったまままどろむ純。その頬には、涙が一筋流れていた。
第８話
年末。五郎は沢から水を引く作業を進めている。その夜、つららは草太に、旭川へ出ると告げる。しかし草太は「雪子を諦めた。一緒になろう」と返した。そして大晦日。黒板家に水が来る。抱き合って喜ぶ五郎と純、螢。教師の凉子も手伝い、初めての団欒の準備。夜、五郎は凉子を車で送るが、彼女から純との間にある溝のようなものを指摘される。一人、帰宅する五郎。そこに、正吉の家で紅白を見るというあてが外れ、落ち込む純と螢が帰ってくる。そんな二人を五郎は夜景の見える場所に連れ出し、感謝の言葉を述べる。そして純に、互いに遠慮を捨てようと呼びかけるのだった。帰宅すると、そこにはなぜか明かりが。雪子が戻ってきたのだ。
第９話
1月５日。スキーに出掛けた純、螢たちと入れ違うように、令子が黒板家を訪ねてきた。五郎は動揺しつつも彼女を招き入れる。子供部屋で螢のパジャマに顔を埋め、子供たちを懸命に感じようとする令子。夜、純、螢たちが帰宅。片付いた部屋、新しいラジオなどに、螢だけは来客の気配を感じ取る。そしてパジャマに残る匂いに、母の来訪を確信するのだった。翌日、車の中から子供たちの姿を見て、令子は空港へ。その後、黒板家を訪ねてきたのは五郎の幼馴染である正吉の母、そして草太だった。大人たちの会話から、何かを悟る純。夜の団欒で、五郎は、ラジオは母からのプレゼントだと明かす。しかし純と螢は努めて明るく振る舞うのだった。外は、風が強く吹き始めていた。
第10話
「風力発電の部品が届いた」という知らせを受け、雪子と純は車で受け取りに向かう。しかしその帰り道、富良野一帯は急な吹雪に襲われ、雪子の車はスタックしてしまう。その頃、杵次が馬そりで黒板家を訪ねてくる。開拓の苦労を知る杵次は「電力会社に電気を通してもらえ」と言うが、五郎はやんわりと拒絶するのだった。日が沈み、町は停電によって機能を失う。行方不明の純と雪子を探す術が失われ、途方に暮れる男たち。中畑の下で働くクマがつぶやいた「馬なら」の言葉に、五郎は杵次宅へと走る。やがて車の中で遠のく意識の中、雪子と純が聞いたのは、馬に付けられた鈴の音だった。老馬は風雪をついて進み、ついに雪子たちの元へと五郎を連れてきたのだった。
第11話
遭難事故後、五郎は酒と謝礼金を持って杵次を訪ねるも、すげなく追い返されてしまった。草太は自分の牧場で雪子を働かせるが、そのためつららとの距離は開いてしまう。一方、金の件で「五郎が杵次を侮辱した」と思い込んだ正吉は、純にけんかを吹き掛けてくる。五郎と雪子の仲を冷やかされた純は、草太にけんかの仕方を習う。また、草太自身も周囲に雪子との仲をたしなめられ、それが元で乱闘騒ぎを起こす。警察で事情聴取を受けている時に、草太はつららの家出を知らされ……。純は、雪子や草太の行動に憤りを感じ、ついに雪子に冷たく当たるのだった。その夜、静寂を破り悲鳴が聞こえた。再び螢に懐き始めたキツネが誰かの罠に掛かったのだ。絶句する純、慟哭する螢。しかし北の国のさまざまな騒ぎを飲み込むように、雪はまた強くなり始めた。
第12話
つららの行方はようとして知れず、罠に掛かったキツネも姿を見せない。学校では正吉がキツネの餌付けを非難するが、その後「祖父がトラバサミを仕掛けた」と凉子に告白する。事情を察した凉子は、純と螢に「北海道と都会では、人と動物の距離感は違う」と語りかける。その日、帰宅した純たちの目に映ったのは風力発電用の風車。ついに灯った電球に歓声が上がる。夜、牧場で清吉につらく当たられ帰宅した雪子も、その明かりに救われるのだった。そんな時、笠松杵次が黒板家にやって来た。罠のことを詫びに来たのだ。純たちは、素直にその言葉を受け入れる。そして「そうか。もう四カ月ここで暮らしたか」という笠松老の言葉を噛み締める。北の国で生きることに慣れていく純と螢。こうして一家は初めての冬をしのいだ。春は、すぐそこまで来ていた。
第13話
５月。本格的な春を迎え、人も動物たちも活気を取り戻す。純と雪子は入院した令子を見舞うため、東京にいた。思わぬ息子の来訪に喜ぶ令子。しかし純は母との距離を計りかねていた。病床の令子は強がるものの、回復の兆しを見せない。翌日、純はほのかな思いを寄せていた恵子たち旧友に会いに行く。皆で集まるものの、いつしか北海道の暮らしに慣れていた純は、洗練された友人たちの会話に入れず疎外感を感じるのだった。その日、見舞いに来たのは、令子の恋人・吉野だった。ただならぬ空気を察知する純。三日目、日曜。吉野の誘いで出掛けることになった純は、吉野から母と東京で暮らすように迫られる。さらに恵子からも無邪気に「母子でうちに来ればいい」と誘われ……。北海道と東京、父と母。純は分岐する自身の未来について悩み始める。
第14話
令子の痛みの原因は不明のまま、入院は続く。吉野は神経性のものだとして、純を東京に残らせてはどうかと雪子に迫る。そして純は母に対し「北海道に来たんでしょ」とこぼす。螢が気付いたのだ、と。令子は涙をこらえきれず、ついに純に「東京にいてくれる？」と問うのだった。純は東京に残ること、北海道に戻ることの間で揺れる。しかし北海道で暮らした半年は、純の気持ちを変化させていた。東京での最終日、純は母に会わずに北海道へと戻る。富良野では五郎と螢がUFOを見たと盛り上がっていた。純は正吉と、話の流れから、夜に遊びに出ることに。そして後を追ってきた螢と三人で、森の中で見たもの……まばゆい光、それはUFOか。慌てふためき隠れる三人の前を通り過ぎたのは……まさかの凉子先生。これは一体……？
第15話
UFOから降りてきたのは凉子先生なのか……純たちは混乱したまま学校へ。凉子を観察する純だが、思春期を迎えていた彼は凉子の胸ばかりが気になる。そんな中、父兄たちに匿名の封書が届いた。それはかつて凉子が起こした児童の自殺事件についての新聞記事だった。「匿名で卑劣だ」と五郎は取り合わないが、笠松杵次は少々過剰に反応する。そして小学校での保護者会の日。酔って現れた杵次は凉子に「記事は事実か」と詰め寄る。全てを包み隠さず話す凉子。保護者会は混乱の中で幕を閉じた。夜、酔った杵次が五郎を訪ねてくる。そして「女房同然」の馬を手放したことを、涙ながらに語るのだった。大雨の中、杵次は自転車で帰っていく。翌朝、純と螢が学校に向かっていると、川に大人が集まっていた。そこには、杵次が倒れていた。
第16話
杵次の通夜の準備が進む。しかし正吉は現実を受け止めきれず、姿を消した。彼の行方を捜し当てたのは螢だった。そこは、純が東京に行っている間に杵次に教えられた「木の上の家」だった。そして笠松家では通夜、葬式が行われた。酔った清吉は、同じ時代を生き抜いた杵次への思いを語る。北海道開拓の記憶……その言葉はあまりにも重いものだった。翌日、黒板家を訪ねてきたみどりと正吉。酒を酌み交わす中で五郎が杵次の材木を引き取ったことを知ったみどりは、心から喜ぶ。その数日後、純たちは「正吉が町を離れた」と聞かされる。笠松家の前に立つ清吉は「また廃屋が増えた」とつぶやくのだった。厳しい現実にさらされながらも、黒板家の三人はたくましく生きていく。ついに、新しい丸太小屋を建てる計画が持ち上がったのだ。
第17話
丸太小屋作りに没頭している五郎。そんなある日、雪子が東京から戻り、令子が北海道に来ていると告げる。ついに令子との離婚の交渉が始まった。令子は最後に子供たちに会いたいと望み、五郎はそれを認める。令子と純、螢はラベンダー畑へと出掛けるが、螢は令子と口を利こうとしない。そんな螢に純は「お前は冷血動物だ」という言葉をぶつけるのだった。夜、令子が病院に担ぎ込まれたと聞き、五郎は急いで見舞いに行く。別れるとはいえ、令子の回復を願う五郎だった。翌日、東京へ帰る母を見送る駅。その場に来なかった螢。走り出す列車。線路に沿うように流れる川、その向こうに走る小さな一人の少女の姿……それは、螢だった。夜、涙の跡を付けて眠る螢に、純は……。そして、短い夏が始まる。
第18話
富良野の夏の風物詩、イカダ下り。皆、グループに分かれ思い思いのイカダを作っているが、純と螢は中畑たちの「四畳半」号に乗ると言い、五郎は不機嫌に。それでも７月26日の本番を迎え、大会は大いに盛り上がる。川を下るイカダの群れ。途中、五郎はこごみと名乗る女性と知り合う。そんな賑わいの中、雪子は川岸に一人立つつららの姿に気付く。祭りの後、つららを探す五郎や雪子、草太たち。しかし混乱する草太は思わず雪子に冷たく当たり、ついに自身の複雑な想いを吐露するのだった。結局つららの姿は見当たらず、五郎たちは帰宅する。ところが凉子とUFOを見に行くと言って出かけた螢が、夜９時を回っても戻らない。胸に広がる不安を振り払うように、思わず外に出て夜空を見上げる純と五郎。そこには降るような星空が広がっていた。
第19話
警官や中畑らの協力もあって、螢が無事に戻ったのは夜中のことだった。螢は寝床で純にUFOのことを興奮気味に語るが……。そして７月の末、富良野名物のへそ祭りが行われる。その日、ボクシングジムで取材を受けるという草太を見に行った純は、記者たちに「担任の教師と妹がUFOを見に行き、夜中まで帰らず騒ぎになった」と漏らしてしまう。祭り会場にいた五郎はこごみと再会。東京を引き上げてきた経験を持つ二人が親しくなるのに、さほど時間は必要なかった。そんな五郎の元に届けられた離婚届。落ち込む五郎は再びこごみのもとへ向かい、彼女の部屋で一夜を過ごす。明け方、家に戻った五郎だが、螢は五郎の服にラベンダーの匂いを嗅ぎ取り……。新聞の地方版に「小学校教員が遭難をかくす」の見出しが踊ったのは、そんな朝のことだった。
第20話
こごみに夢中になる五郎と、それに気付き始めた螢。ある日、ついに螢は五郎が女性と親しげにしているところに出くわしてしまい……。翌日、テレビ局の男がUFO目撃の件で螢を訪ねてきた。迷いながらも取材を受ける螢だが、番組内での大人たちの心ない言葉に深く傷付けられるのだった。螢を励まそうとピクニックを提案する五郎。そこでこごみを紹介される純と螢だが、螢はその場を逃げ出してしまう。二日後、ついに凉子の転勤が決まった。責任を感じる純は凉子に詫び、自分もUFOを見せてほしいと頼み込む。体調不良の中、約束の場所に行った純は一人、森へと入っていく。薄れゆく意識の中で目撃したものは、果たして……。こうして富良野の短かい夏が終わる頃、五郎はある噂を耳にする。すすきのの風俗店に雪子と名乗る麓郷出身の女がいた、というのだ。
第21話
試合に向けて汗を流す草太。しかし会長の成田新吉は、草太のどこかうわついた思いを見抜いていた。五郎はこごみと親しくしているが、それを知った中畑は、五郎にあまり深入りしないよう忠告する。そしてつららが札幌の風俗店で働いているという噂を確認に行った清吉だが、すっかり垢抜けたつららの姿に戸惑いを隠せないでいた。いよいよ草太の試合が始まる。しかし新吉の予想は的中、草太はリング上で打ちのめされ……。試合後、会場で雪子の肩を叩くのは、つららだった。喫茶店で楽しげに語るつららだが、純は雪子の涙に気付く。一方、家では螢が五郎に語りかけていた。「お父さんに好きな人ができても平気だよ」。五郎はただ、黙っていた。こうして夏休みが終わり、純たちの本校への登校が始まった。富良野は、秋が始まりかけていた。
第22話
10月、丸太小屋の建設が始まった。賑やかに作業が進む中、純と螢は山に入り、五郎への内緒の誕生日プレゼントにと山ぶどうを集めていた。そんな中、こごみが作業場を訪ねてくる。螢はこごみと打ち解けるが、男たちは気まずさを隠せない。夜、螢が彼女を五郎の誕生日パーティーに誘ったことなどについて、純は激しく反発するのだった。五郎は純に「職業の格なんてない」と注意しながらも中畑や純の思いを汲み取り、駒草に向かうため車に乗り込む。追ってきた雪子は、令子が吉野と一緒になると知らせてきた便りを五郎に見せる。五郎の答えは「良かったじゃないか」だった。駒草でパーティーのことについて語る五郎、全てを察して笑顔を見せるこごみ。そこに一報が入る。手を震わせながら店内に戻った五郎は力なくつぶやいた。「女房が死んだって」。
第23話
葬儀のため空路、東京へ向かう純と螢、雪子。吉野も顔を見せる一方で、五郎がなかなか来ないことに憤懣やる方ない表情を見せる純。そこに清吉がやって来た。その優しい笑顔に雪子は慰められる。翌朝到着した五郎に冷たい表情を見せる大人たち。その頃、純と螢は吉野に誘われ、新しい靴を買ってもらっていた。傷んだ今の靴……父が買ってくれたその靴は処分されてしまう。そして葬式が終わる。皆に翌朝一番に帰ると告げ「薄情だ」と言われる五郎だが、一人泣いている螢には本心を吐露する。その晩、純は大粒の涙を流し泣いている五郎を目撃する。言葉通り早朝に帰った五郎を「来るのも遅かった」と蔑む大人たちに、清吉は静かに言う。「あいつ、一昼夜かかって汽車で来たんですよ」。その言葉に、純と螢は処分されたはずの靴を探すため、夜の街を駆け出すのだった。
第24話
母の葬儀から数日、列島を北上した台風は北海道に達していた。雪子は草太に便りを書く。そして互いの成長を期し「いつかまた富良野で会えるといいですね」と締めくくるのだった。純は短い東京滞在の中で、自然の中で生きることの意味に気付き始める。夜、螢が母の書きかけの手紙を発見した。夏、北海道を訪ねた後に書かれたもので、富良野の雲に触れ「あんなに雲がきれいだったってこと」で止まっていた。翌日、純と螢が富良野に帰ってくる。一家は新しい丸太小屋で夜まで過ごし、台風で損壊したという「最初の家」を見に行く。そこで螢はキツネを見つける。罠で足を一本なくしたあのキツネが帰ってきたのだ。その晩、初めて丸太小屋で眠る純と螢。純は夢の中で母に手紙を書いていた。それは、麓郷で過ごした一年の記憶。「母さん、寂しいよ、とってもつらいよ。でも僕や螢のことは心配しなくてもいいよ。僕、少しこの一年で強くなったんだ」「僕らの生活が見たかったら、いつでも富良野に来てごらん。何もない町だけど、僕ら、いつもいるよ。父さんもいるよ」「母さん。雲が今日もきれいです。母さんが見たという雲は分かりません。だけどその雲、僕と螢は、どれだったんだろうと時々話しており……」。

### 北の国から '83冬
令子の葬儀から一年半、季節はクリスマス。東京に出稼ぎに行っていた五郎が12月30日、麓郷に戻ってくる。賑やかな年の瀬を迎える中で入ったのは「正吉が家出した」という一報だった。夜、正吉を発見した純たちは彼を丸太小屋に連れ帰る。翌朝、黒板家を訪ねてきた正吉の母・みどりは「しばらく正吉を預かってほしい」と頼むのだった。しばらく後、もう一人の来客があった。五郎の父や杵次たちとともに麓郷開拓の祖とも言われる沢田松吉だった。東京で成功し隠居したという松吉の帰郷に宴席が設けられるなど、町は活気づく。そんな中、五郎を訪ねてきたのは、借金取りの男たちだった。五郎はみどりが作った借金700万円の連帯保証人になっていたのだ。金を払うか土地を手放すか、五郎は追い込まれていく。そうとも知らず「家出中の自分に螢が年賀状をくれた」と浮かれる正吉。しかしひょんなことから借金問題が純たちの耳に入り、五郎と純、正吉の関係に軋みが生じる。そして正吉はまたも黒板家を飛び出してしまった。その夜、再びみどりが姿を現した。みどりは「もうどうにもならん」と呻めき、汽車で富良野を出ていくという。そんなみどりに、五郎は松吉や自分の半生を引き合いに出し故郷の良さを説く。そして「正吉を預からせてくれ」と申し出るのだった。朝、丸太小屋の雪おろしが進んでいた。正吉だと三人は直感するが、その姿は見えない。正吉は屋根から落下し、雪の中に埋まっていた。一命を取り留めた正吉が眠る病院。仲間たちが五郎を訪ねてきた。皆が少しずつ金を工面したという。ただただ頭を下げる五郎。そんな話に松吉は援助を申し出るが、松吉の孫娘、妙子は涙ながらに言う。「都合のいいことばかり思い出さないでよ」。郷里を出奔した松吉の記憶はもはや曖昧で、財力など持ち合わせていなかったのだ。しかし五郎は松吉の言葉に真摯に向き合い、礼を述べるのだった。夕刻、松吉は、雪の中で豆を蒔いていた。その目に映るのは、かつての開拓の同志たち。松吉の心は、自身が豆大尽と言われたあの頃へ、村が豆で豊かになったあの頃へと旅していた。そして１月10日、再び五郎は出稼ぎのため、東京へ向かう。純、螢、正吉の三人の暮らしが始まろうとしていた。

### 北の国から '84夏
夏、また少したくましくなった純と正吉。夏休みのある日、純と正吉は、東京から来た少年・努にパソコンのことなどを自慢される。さらに五郎のことを悪く言われた純と正吉は、努のパソコン雑誌を盗んでしまう。どちらが先に盗ろうとしたか言い合う中で、正吉は「やっぱりお前は汚い奴だ」と言い放つ。純は、まだまだ雪が残る春のことを思い出していた。その日、純と正吉は濡れた衣類をストーブの上に掛けるが、それがきっかけで丸太小屋が全焼してしまったのだ。純が言い訳を重ねる中、正吉は自分のせいだと警察に言い……。そうした夏休みのある日、純と五郎は、五郎が風力発電を諦めていることについて、言い合いをしてしまう。つい、純に強く言い返す五郎。草太を捨てるように東京に帰る雪子にも納得できないでいた彼は、感情を持て余し、こごみの店へと向かう。翌日、純と正吉は努と川で遊ぶもけんかを始めてしまい、雨の中、置き去りにされた努は軽い肺炎を起こす。その責任について衝突する正吉と純。正吉は再び純に「相変わらずお前は汚い野郎だ」と言うのだった。その頃、五郎たちは東京へ戻る雪子を駅で見送っていた。目ざとく駅の外にいる草太を見つける螢。二人は駅から離れ、川べりから雪子を見送る。雨に打たれる努を見つけたのは、その帰り道の草太と螢だった。夜、純は五郎に詰問される。しかしそこでも純は五郎の言葉を受け止めきれず、全てを正吉のせいにしてしまう。そして翌日、ついに正吉が去る。みどりが迎えに来たのだ。すれ違いのまま最後の時が来る。それでも二人は、背中越しにぎこちなく仲直りを果たす。その帰り、黒板家の三人はラーメン屋へ。食事に箸を付けない純、何かを察する父と妹。駅で親友とエールの交換をしていた純は、春から夏のいろいろな出来事について、五郎に「僕が卑怯で弱虫だった」と吐き出すのだった。涙ながらに語る息子に「自分もいつの間にか人に頼ろうとしていた。だらけてた」と本音をこぼす父。家族の語らいを遮ろうとするラーメン店の店員に、思わず「子供が、まだ食ってる途中でしょうが」と言葉を荒らげる五郎だった。三人は手を繋ぎ、肩を組み、町を後にする。富良野名物の筏下りが終わり、早い秋がすぐそこまで来ていた。純の薪を割る音が、森に響いていた。

### 北の国から '87初恋
中学三年生になった純は機械いじりが好きで「ペンチ」というあだ名で呼ばれていた。ある日、純は朽ちた風力発電機の前を通りかかり、そこで出会った大里れいに一目惚れする。その頃、草太は純の友人である広介の姉・アイコに会っていた。つららが結婚し、幸せに暮らしていることを聞き、安堵する草太。翌日、純は風力発電のことで電気屋・シンジュクを訪ねていた。その帰り、純とれいは偶然再会するが急な雨に降られ、平原に立つ大里家の納屋へ逃げ込む。濡れた服を脱ぎ、乾かしながられいと交わした会話の中で、純は東京の定時制高校進学という選択肢を知る。やがて大里家に出入りするようになった純は、れいの父・政吉の計らいで、風力発電機の修理に取り組み始め……。そんなある日、大雨で純の友人・チンタの家の畑が大きな被害を受ける。政吉は「化学肥料に頼ったからだ」と冷たく突き放し、純も同調する。そんな純に対し、五郎はつい、れいとの関係を咎めるような物言いをするのだった。純は、父に黙って少しずつ巣立ちの意志を固めていく。ところが五郎は純と東京の雪子の間で交わされた手紙を見つけ、純の気持ちを知ってしまう。そして五郎の誕生日、純はついに完成させた風力発電を披露する。草太やアイコたちも駆けつけている中、しかし五郎は自分に何の相談もしなかった純に「俺はそんなに頼りにならないか」と激しい感情をぶつける。思わず家を飛び出す純。追ってきた草太は「男は見栄で生きてるもんだ」と諭し、純も父に詫びるのだった。その夜、麓郷に霜が降りる。対策に追われる大里一家だが、政吉は誤って妻をコンテナの下敷きにしてしまい……。これが、秋の出来事だった。
冬。久々に再会した純とれいは「クリスマス、24日の晩、あの納屋で会おう」と約束する。さらに「卒業式が終わったら、札幌で見つけた天窓のある喫茶店に行こう」と。ところがその日、大里家は人知れず、町を去っていた。思い出の納屋へ向かった純が見つけたのは、一通の手紙と、カセットプレイヤーだった。再生ボタンを押すと、二人の思い出の曲、尾崎豊の「I LOVE YOU」が流れる。帰ろうとする純は、足跡に気付いた。愛おしそうに納屋を一度振り返った、れいの足跡。立ち尽くす純は東京へ行く意義を見失いかけていた。そんな純を一喝したのは迎えにきた螢だった。しかし螢はその後、優しく純の頭の雪を払う。家で待っていた五郎も不器用ながら、巣立とうとする純を応援するのだった。いよいよ出発の日。頼んでいた東京への長距離トラックがやって来る。父は息子の手をしっかりと握る。妹は兄の手を優しく握った。トラックの助手席に乗り込んだ純は、ヘッドホンで音楽を聞き始める。れいのことばかりが思い出されていた。と、不意にその回想が妨げられる。運転手の男が顎で差した先に、封筒があった。「しまっとけ」と男は言う。「 ピン札に泥がついてる。オマエの親父の手に付いていた泥だろう。おら受け取れん。お前の宝にしろ」。一万円札の泥に蘇る開拓の記憶。幼い日の思い出。純の目から大粒の涙がこぼれ落ちる。トラックは、雪残る北海道を、東京へとひた走る――。

### 北の国から '89帰郷
1988年、秋。始発で旭川の定時制看護学校に通い、日中は病院で甲斐甲斐しく働く螢。悩み多き日々の中で、螢に初恋が訪れた。相手は同じく始発に乗っている浪人生の勇次だった。ささやかなデートの日々。しかし互いの進学・就職によって、別れが来ることは分かっていた。二人は勇次の故郷を訪れ、悲しい現実に抗うかのように、キスをする。勇次は木に二人のイニシャルを刻む。こらえきれず涙を流す螢。さまざまな現実と向き合いつつ戴帽式を迎えた螢は、純に手紙を送るのだった。
純は、東京に飲み込まれるような暮らしをしていた。髪を赤く染め、夜はバイクを乗り回す。同世代の友人たちに追いつこうともがいていたのだ。昼間の仕事も長続きせず、今は工場で働いていた。ある日、純は職場の友人・アカマンから、工場の先輩・水谷への借金、沖縄の家族の病気のことを打ち明けられる。家族を思う言葉が純の胸を刺す。富良野を出る時のあの泥のついた一万円札二枚は、純のお守りになっていた。そんな純は、友人・エリの兄のつてで400ccのバイクを手に入れる。ところがそのバイクが盗難車だったことから警察の聴取を受ける。同じく事情聴取された水谷は、純への怒りを隠さない。気まずい工場の更衣室。純は、お守りの一万円札がなくなっていることに気付き激しく動揺する。アカマンが「少し借りて水谷に渡した」と告白するが、皆のロッカーを漁った純を水谷は純を殴打する。一方的に殴られた純は、バールのようなものを手に、水谷を殴り倒すのだった。警察から戻った純を、雪子の夫・利彦が責める。「理由は聞いてくれないの？」と繰り返す純は家を飛び出し、己の拳を激しく電柱に打ち付けるのだった。翌日、純は工場をクビになった。訪ねてきたのはエリだった。事情を聞き、水谷から一万円札を取り返して来たのだ。使われたもう一枚を探すため、店から店へと歩き回るエリの姿に、純は心を打たれる。暗い部屋に戻り、故郷を思う純。その富良野では、五郎に純の傷害事件の報が入っていた。五郎は動揺を抑え、いつものように螢を駅で迎え帰宅するが、誰もいないはずの小屋に向かい、足跡が。玄関に入った五郎の目に飛び込んでくる脱ぎ捨てられたジャンパー。階段を駆け上る五郎。そこには、拳を怪我した純が丸まって眠っていた。
目覚めた時、階下には歴代の番長たちが揃っていた。純はたちまち捕まり頭を黒く染められる。嵐のように去っていく番長連を見送り、黒い髪をうれしそうに触る純。そして五郎が再び丸太小屋作りに挑戦していることを知り、作業現場へと向かう。何度も頭を下げる純を、五郎は笑顔で迎え入れるのだった。不意に五郎が「螢が恋をしているらしい」とうれしそうに言う。その後「あいつも来年、ウチを出て行く」とも。しかし、それでも優しい父の表情。二人は夜の列車に螢の恋人を見に行くが、螢は一人だった。勇次との別れが決まったのだ。気丈に振る舞う螢だが、父からの温泉の誘いに「行けない。あの人が行っちゃうの」と答えるのが精いっぱいだった。その夜、純は螢に父の丸太小屋に全員の部屋があることを言う。そこでも螢は「その話されると私泣いちゃうから」と押し殺すように答えるのだった。勇次の出発の日。螢がプレゼントをそっとベンチに置く。浪人生の勇次は家族の手前、一人でベンチに駆け寄り、包みを拾う。そして代わりに手紙を残す。こうして勇次は去っていった。彼からの手紙には、故郷でのデートを思い返すように見たという夢の話が書かれていた。帰宅した螢は二階に駆け上がり、声を殺して泣くのだった。その夜、純は五郎の風呂に薪をくべながら、事件のことを告白していた。理由を問われ「大事なものをそいつに取られたから」と答える。「それは人を怪我さすほど、大事な物だったのか。なら、仕方がないじゃないか。男は誰だって、何と言われても闘わなきゃいかんときがある」。それが父の答えだった。そして富良野に戻りたいとこぼす純に、五郎は巣立ちを促すかのように優しくエールを送る。螢が飛び出してきたのは、その時だった。螢が持つラジオから流れてきたのは、札幌にいるれいからのリクエスト曲、二人の思い出の曲だった。純は急ぎ、札幌に向かう。ついに二人は再会し、かつてれいが語った天窓のある喫茶店へと行くのだった。会話の中で、幼い頃を思い出す。だらしないと思っていた父の強さを、父が一人で背負ってきたものを、思い返す。ふと、れいの手が純の傷に触れる。やがて二人はだまって駅へと向かう。それが、正月の出来事だった。
――思い出を酒場で語る五郎は、ひどく酔っていた。隣り合わせた観光客に絡んでいく。東京にいる純のこと、死に別れた令子、旭川へ移っていった螢のこと。その言葉に自慢と寂しさが交錯する。そんな五郎の姿に中畑は涙を堪えきれず、五郎を担ぐようにして店を出る。二人は、雪に煙る路地を、もつれるように歩いて行った。

### 北の国から '92巣立ち
五郎は富良野の町中で医師の財津を待ち伏せする。翌年旭川の看護学校を卒業する螢を財津の医院に就職させてもらいたいからだ。雪子が息子の大介を連れて富良野にやってくる。五郎は前の家が雪でつぶれて中畑木材の資材置き場の小屋で愛犬のアキナと暮らしている。前から続けている丸太小屋作りはすべて自力でやるために大工の金治に弟子入りしていた。山の上に畑から出た石を運び、家の基礎と大きな風呂が完成していた。

螢は休みになると帯広の大学にいる勇次の所に通っていた。帯広に行くには富良野で列車を乗り換えるが、螢は柱の陰に身を潜めて人に見られないようにしていた。後ろめたかったが、帯広に着き、勇次やその仲間に会うと忘れ去ってしまう。勇次は螢に卒業後は札幌の病院に勤めながら正看護師の資格を取るよう勧めているが、五郎のことを思うと決心できないでいる。旭川に戻る途中、列車内で自衛官となった正吉に再会する。懐かしむ2人であったが、螢は正吉にここで会ったことを内緒にしてくれと頼む。

へそ祭りの日、螢は富良野に戻るが、札幌の病院に勤める勇次の伯父に会うのが目的だった。人ごみの中、勇次と手ぶりで合図を送る螢の肩を正吉が叩く。雪子を見送った螢は旭川に帰ると嘘をついてプリンスホテルに向かう。正吉は螢と前に会ったことを隠して五郎の家に向かう。正吉は、昔自分の母親が借金の迷惑をかけた分と、かつて丸太小屋を火事で燃やしてしまった分だと言って茶封筒に入れた現金を差し出す。五郎は一度は固辞するが、正吉に、自分も息子だ、これからちょくちょく返しに来ますと言われ、感謝して受け取りもう一人の息子を思う。

純は東京でなんとなく生きていた。毎週土曜日札幌にいるれいと同じ映画のビデオを見て電話で感想を言い合う遠距離デートが楽しみではあったが、マンネリも感じていた。純はピザの配達員をしているタマコと知り合い、距離を縮める。タマコはビデオ見放題のラブホテルで一緒に映画を見ようと提案する。渋谷のラブホテルに来た純とタマコ、タマコは映画鑑賞会に浸るが、きっかけが分からないまま純は強引にキスをする。我に返ったタマコが悲鳴を上げて純を押しのけるが、気まずい空気に耐えられなくなったタマコが純に抱き着き、二人はそこで初体験をする。それから二人は映画観賞会と称した逢瀬にはまってしまう。

秋になり、富良野では草太とアイコの結婚式が草原の中で行われようとしていた。嫁不足に悩む青年会が主催し、テレビの取材も呼んだイベントであったが、妊娠していたアイコはトラクターに乗せられ流産してしまう。同じ頃、純はタマコから妊娠したかもしれないと告げられる。

不安な日々を過ごす純はタマコを避ける。タマコは一人で堕胎手術を受ける。純はタマコの叔父に殴られ、父親の連絡先を聞かれる。数日後大きなカバンを抱えた五郎がやってくる。土下座を続ける五郎に叔父は螢がそこらの不良にはらまされたと想像してみろと言い放つ。落ち込む五郎はふと流れてきた長渕剛の「西新宿の親父の唄」という曲に勇気づけられる。富良野に戻った五郎はタマコの叔父の「誠意とは何か？」と問う言葉を反芻する。そして丸太小屋用の材木を売って金を工面する。建築現場の山に戻った五郎は石だけで家を作ることを思いつく。呆れる中畑だったが、五郎は「西新宿の親父の唄」を歌って井戸も自力で掘ると言う。「やるなら今しかねえ。」

11月の終わり、タマコが純の前に現れる。タマコは五郎から送られた100万円の現金書留を純に渡すと東京はもう卒業すると言い残して鹿児島に帰っていく。五郎が井戸を掘っているところにこごみが訪ねてくる。大晦日に石で作った風呂に子供たちと一緒に入ることを楽しみにしていると語る五郎にこごみは思わず涙ぐむ。

大晦日五郎は風呂の準備をしてから、純と螢を迎えに行く。螢を待つ間、純は100万円の現金書留を五郎に返す。タマコの言葉を借りて自分はもう大人だから自分のしたことの責任は自分で背負うと言う純に五郎は余計なことをしたと言いながらも出した以上は見栄があると強引にお金を純に押し付ける。螢は勇次と一緒に駅から出てくる。そして正看護師の資格を取るために札幌の病院に就職を決めたと言い放つ。五郎は純と家に戻ると悄然と座りこんでしまう。暗くなっても戻らない螢を純は五郎の車で迎えに行く。五郎は石の家に向かい、凍ってしまった風呂を炊き、屋根の雪下ろしをしながら螢のことを思う。ふと足を滑らせた五郎は落下して丸太の下敷きになる。吹雪はどんどん激しくなる。五郎は雪に埋もれたシートを針金で引き寄せて屋根にするとたばこの包みや手ぬぐいに火をつけて暖をとろうとする。純は中畑や金治の家を訪ね回る。そのすきにアキナがどこかに駆け出して行く。五郎の意識が薄れゆく中、令子が現れる。五郎に対し令子は子供たちは巣立ったばかりだから巣を守れと言う。令子の姿が消えるとアキナが駆けてくる。午前3時を過ぎ、金治が純と螢を連れて石の家の山に向かう。吹雪は止み、雪に埋もれたシートをめくると五郎が倒れている。パニックになって叫ぶ螢に金治は平手打ちをし、お前は看護婦の卵だろうと気合を入れる。純は中畑に助けを求めに走る。

2日後、金治は石の家に行っていた。落ちている針金や燃やそうとして柄を削ったスコップなどを指さし、これは運じゃない、あいつは自分で生きたんだと純と螢に言って聞かせる。富良野に残ると言う螢にそんなことをしても父さんは傷つくだけだと純は螢を札幌に送り出す。そして純が富良野に戻ると言う。「東京はもう卒業したんだ。」

### 北の国から '95秘密
1994年富良野に戻った純は市の臨時職員としてごみ収集車に乗っている。純は自衛隊を退官した正吉と町中のアパートで同居し、3年前の事故で足を傷めた五郎にも一緒に暮らすよう言っているが、五郎は自分で作り上げた石の家に風車で井戸水をくみ上げる装置を作ることや有機農業に夢中である。純は粗大ごみの集積場を山部山麓デパートと名付け、家具や家電を修理しては自宅で使ったり、知り合いにあげたりするのを趣味にしていた。そこに間違って粗大ごみに出された柱時計を探すシュウが来る。その時計は純が修理して五郎の家にかけていた。時計をシュウに返して北時計（カフェ）で二人は昔話をする。シュウもまた東京にいたが、語りたくない過去を持っている。純は札幌にいるれいと遠距離恋愛を続けていたが、れいは他の男から結婚を申し込まれている。純は石の家にシュウを連れて行き、五郎を紹介する。五郎の生きざまにすっかり惚れ込んだシュウは時々一人で石の家に行くようになる。ある日札幌で勇次に会った純は、螢が勤務先の医師・黒木と不倫に陥り、駆け落ちしたと聞かされる。純はシュウと楽しそうに作業をする五郎を見て螢のことを話すことができない。そんなある日幼馴染の広介がシュウのことで意味深な言葉をかける。純は正吉に問い正すが、その時2人の前に螢が現れる。純は黒木の息子に連絡しようとするが、落ち着き先が決まったら必ず連絡させるという螢に金を渡し、根室に向かう駅まで送って行く。純はその後ろ姿に強い女になった妹を見ていた。
正月休み純は広介にシュウがAV女優だったことを知らされる。荒れる純に草太は優しく諭すが、吹っ切れない純はシュウに辛く当たってしまう。一方五郎の家に螢の上司である婦長が訪ねてくる。歓待する五郎だったが、彼女の夫が螢と不倫の末、駆け落ちしたことを聞かされ愕然とする。五郎は一緒に螢に会いに行ってくれと純に頼む。根室の落石に着いた五郎は螢にかける言葉が見つけられずに酒を飲むしかできない。責めることなく、優しく言葉をかける五郎に螢は自分で自分を責めていると激しく泣く。
ある日シュウは五郎を山奥の野天風呂に誘い、純が自分の過去の秘密を知ったらしいこと、それがひっかかって二人の関係がダメになりそうだと話す。結婚式を翌日に控えたれいから電話を受けた純はいつか二人で見た映画のように花嫁をさらいに行くと言う。翌朝車に置かれたシュウのメモをポケットにしまうと純は札幌に向かう。れいの幸せな姿を見届けた純は螢に思いをはせる。部屋に戻ると五郎が来ており、シュウが待つ北時計に行くように勧める。ごみの車に乗るようになってよく手を洗うようになった純に五郎は人を長くやっていると誰でも汚れの一つは付くものだと諭すと、北時計に連れて行く。シュウは手紙を書いていた。シュウは東京でどうしてもCDデッキが欲しくてAVの誘いに乗せられた経緯を読み上げようとする。純はその手紙を破り捨てると山部山麓デパートにCDデッキを取りに行こうと誘う。

### 北の国から '98時代
1997年初夏、仕事で根室を訪れた正吉は螢と会って富良野の人々の近況を話す。純は鏡台を完次の新婚宅に届ける。完次はチンタの兄で嫁のツヤ子はチンタの元彼女だった。完次は草太に勧められて農地を広げる一方、五郎の助けを借りて有機農業に取り組んでいる。清吉の死後、牧場を継いだ草太は近代的な牧場経営と大規模農業に傾倒しており、完次と五郎を否定していた。純は上砂川のシュウの実家にあいさつに行く。そこには無口なシュウの継父とシュウの兄姉らが揃っており、純はすっかり委縮してしまう。シュウは兄によって上砂川に連れ戻される。シュウは2人の関係を認めてもらうための試練だと受け入れるが、純には不安しかなかった。雪子が井関と離婚して富良野に戻ってくる。雪子のアパートに家具を運んだ純は代わりに大介に電話をかけてほしいと頼まれる。息子の大介は父親の元に残っていた。

ヘソ祭りの朝、中畑が純を呼び止め螢が金を借りに来たことを告げる。夕方になり、純が正吉に呼び出されて喫茶店に行くと螢がいた。純は厳しい口調で問い詰めるが、螢は事情を話さない。そして2人の隙をついて行方をくらましてしまう。深夜牛の出産作業をする草太の所に螢が現れる。草太は理由も聞かずに螢に金を貸し、札幌まで送っていくと言う。螢は黒木の子を妊娠しており、札幌で一人で生み育てるつもりであることを話す。

8月になって異常気象による豪雨が続き、完次の農地に疫病が見つかる。五郎の助けを借りて苗を処分するが、五郎は草太には内緒にするように言う。草太は正吉を呼び出し、螢と結婚しろと命じる。螢が一人で子供を産もうとしている、黒板家はお前の家族だと説得する。正吉は札幌に螢を訪ねプロポーズするが、螢はそれを受けられない。正吉は母親のみどりから加藤登紀子の歌「百万本のバラ」を聞かされ、どこにでも咲くオオハンゴウソウを百万本摘んで螢に贈る。純や完次はその姿をいぶかしむ。盆休みの後、純は正吉から螢を妊娠させてしまったこと、結婚したいことを打ち明けられる。動揺して怒鳴りつける純だったが、正吉は車で待つ螢の所に純を引きずって行く。二人の意思に圧倒された純は二人を富良野プリンスホテルに泊める。翌朝みどりが純の部屋に現れるといきなり正吉を殴り始め、純には土下座して詫びる。3人は五郎の家に行き、正吉が螢をくださいと五郎に言う。五郎は泣き笑い顔で3人の手を握りしめると令子の遺影の前で声を上げて泣く。そしてみどりに雪子と中畑を呼んで宴会を始め、騒いでいるところにツヤ子が駆け込んでくる。完次の奥の畑に疫病が出て、隣接する草太に伝えたところいきなり大型トラクターで乗り込んで来て農薬をまき始めたのだった。5年かけて生き返った土がまた死んだと完次は泣き崩れる。

秋になり、螢は結婚式まで五郎の家で暮らすことにする。その頃、麓郷では螢の子が正吉の子ではないという噂が流れていた。もやもやした五郎は上砂川にシュウを訪ねる。そして純は自分の気持ちに素直になれないから、シュウのほうから純に会いに来てやってほしいと頼む。収穫を終えた頃、完次は借金で行き詰まる。草太は農業をやめて出ていけと言い放つ。純と正吉が駆け付け、深夜になっても戻らない完次を探し回る。完次は廃屋で農薬を飲もうとしているところをチンタに保護されていた。純は草太のことが許せない思いを五郎に訴えるが、五郎は草太をかばう。その一方で完次が自分の畑にミミズが戻ったと感謝されたことが嬉しかったと語る。

シュウが純に会いに来る。シュウは純への気持ちを書き綴った革のノートを贈る。純が螢の噂のことを話すとシュウは正吉ならあり得ると言う。草太は純を呼び出し、臨時職員を辞めて牧場を手伝えと迫る。手始めに借金のカタに取った完次のトラクターを運ぶのを手伝えと言う草太に純は完次からすべて取り上げたと激しく反発する。翌日純が雪子の店を訪れている時、草太が事故で死んだという電話がかかってくる。草太は一人でトラクターを運ぶ途中、誤ってその下敷きになっていた。手伝いを断ったせいだと自分を責める純をなだめる言葉がない五郎はシュウにそばにいてやってほしいと電話をかける。草太の遺体が荼毘に付される煙を見ながら純は螢の正吉への気持ちを確かめる。

四十九日の後、純と正吉は新吉とシンジュクに呼び止められ、牧場を継がないかと勧められる。一方、時夫と広介に呼び出された純は草太が準備していた正吉と螢の盛大な結婚式の計画を聞かされる。螢も正吉も嫌がるが、麓郷の人たちは盛り上がる。正吉は牧場を継ぐ方向に気持ちが傾く。純は螢の噂を気にかけるが、正吉は螢のことは任せておけと言い切る。結婚式の朝、花嫁衣装に身を包んだ螢はかしこまって五郎、純、雪子に挨拶をして石の家を後にする。中畑が五郎を迎えに来ると花火が上がり、キャデラックのリムジンが停まっているのを目にした五郎は怒りだし、結婚式には出ないと炭焼きを始めてしまう。中畑と純が何とか式場に五郎を連れて行くも五郎はひたすら酒をあおるばかり。やがてアイコがスピーチに立つとカセットテープに残されていた草太のスピーチ練習の声が再生される。純と螢が布部駅に降り立った日からの様々な思い出を語る草太の声に参列者は皆これまで通り過ぎてきた時代に思いをはせる。すっかり酔いつぶれた五郎を抱えて石の家にたどり着いた時、五郎の懐に固いものが入れられていることに純が気付く。それは令子の遺影であった。

### 北の国から 2002遺言
螢は総合病院で看護師として働きながら一人息子の快を育てていた。草太の牧場を継いだ純と正吉だったが、2年前に破綻し、借金を分担して別々に富良野を出て行っていた。五郎は快を保育園に迎えに行き、石の家に連れて行って遊ぶのを楽しみしていたが、勝手に連れて行くなと螢は怒る。雪子の元に大介がやってくる。雪子の家は五郎が廃棄物を資材にして建てたものだった。しかし大介は関心を示さず、雪子や五郎と話もしないで携帯電話のチャットを続けるばかり。中畑の娘すみえが婚約者を連れて帰ってくる。婚約者の清水は北大卒のエリートだが、五郎が廃棄物で家を建てていることに感銘し、すみえとの新居を五郎に建ててほしいと言い出す。五郎が清水の提案した糞で発電する装置の設計をしているとシュウが現れる。純が一番苦しい時にそばにいてやれなかったことを悔いるシュウだったが、神戸に嫁ぐことが決まり、純への別れの手紙を五郎に託して帰っていく。それを見送った五郎は腹痛で倒れこんでしまう。
純は羅臼で廃棄物処理の仕事に就いている。同僚の寅ちゃんと漁師のタクちゃんに親切にされ、浜の番屋にただで住まわせてもらっている。タクちゃんが時々家に呼んでくれることが却って純に孤独を感じさせ、家族が欲しいと思うようになっていた。鮭の遡上を見に行った純はそこで麓郷の分校で習った涼子先生に再会する。次の日曜日、涼子先生を訪ねるともう一人の教え子が招かれている。それは数日前漁港で顔を合わせたことのある結だった。その日をきっかけに純は結と付き合い始めるが、寅ちゃんとタクちゃんに結は人妻であり、夫の父の高村がトド撃ちの名人で気性の荒い人なので付き合いをやめるように言われる。
五郎は病院の検査予約をすっぽかす。螢に検査を受けるまで快に会わせないと言われ、五郎はしぶしぶ病院に行くが、検査を重ねるにつれて自分が不治の病なのではないかと不安に襲われるようになる。病院には純の借金を肩代わりした三沢の爺さんが入院している。その家族から螢は純が借金を返済していないことを責められ、ひたすら詫びるしかない。疲れ切って家に戻ると快がいない。パニックになった螢は110番に電話するが、快は空の浴槽に隠れて眠ってしまっていた。五郎が教えたせいだと螢は責め、純が借金を返済していないことで怒りを五郎にぶつけてしまう。五郎から手紙をもらった純だが、毎月の返済額と同じぐらい携帯の通信代にかけている自分を情けなく思う。純は結と会うのを避けていたが、早朝に結が番屋を訪ね、身の上を話して聞かせる。両親を亡くした結の父親代わりの高村は結にふさわしい男ができたら籍を抜くと言っており、純に結婚するつもりで付き合ってくれているかと聞く。翌日海岸に湧き出した野天温泉に呼び出された純は高村に身辺を問いただされる。中畑の妻のみずえが検査のため入院し、螢に夢で見た五郎の廃棄物で作った家が並ぶ「拾ってきた町」の話をする。すみえの家の建設現場では携帯の出会い系サイトで知り合った女性を待つという大介とそれが理解できない五郎が言い合いになっていた。激高した中畑は大介を殴り飛ばし、携帯電話を川に投げ込んでしまう。五郎が声をかけると中畑はみずえのガンが再発し、余命が長くなく、急いですみえの家を建ててほしいと涙ながらに頼むのだった。
10月螢の夜勤の日、救急車でみずえが運ばれてくる。主治医はがんが再発して深刻であることを螢に告げる。新吉から遺言状を書くことを勧められた五郎は中学校の元校長である山下先生に入門する。謝礼を免除する代わりに自分を廃棄物の家作りの仲間に入れてほしいと山下は頼む。麓郷の人たちは1日でも早くすみえの家を完成させるべく協力してくれる。ある日、現場に高村が現れるが、中畑の知り合いだと勘違いした五郎は作業を手伝わせてしまう。夕方になり、高村が観光客だと知ると五郎は恐縮して詫びるが、高村は五郎を凄い人だと賞賛する。五郎は高村を石の家に泊め、酒を酌み交わしながら、純の不運を嘆く。羅臼に戻った高村は純に五郎を呼んで流氷を見せてやれと命令する。羅臼の港が流氷に覆われる頃、結の夫・弘が番屋に現れ、不良仲間と共に純を袋叩きにする。駆け付けた高村は弘を殴り飛ばし、純には他人の嫁を奪いたければ少しは戦えとはっぱをかける。番屋に駆け付けた結に純はもう逃げ回ってばかりの自分を終わりにするため弘に会いに行くと言い、結は猟銃を手に付いていく。不良仲間の家で結が銃口を向ける中、純は土下座して結と結婚させてくれと弘に頼み込む。
数日後、五郎が羅臼にやってきた。五郎は三沢の爺さんが寝たきりになったことを知らせる。純はこれまで借金の返済をさぼっていたことを恥じ、これからは逃げずにやっていくことを誓う。そして結と結婚したいと話すが、結が人妻だと聞いて五郎は態度をかたくなにする。翌朝、結が番屋に駆け込んでくる。高村がトドを狩りに行ったまま戻らないという。高村の遭難はテレビでも報じられ、港では迎え火の焚火が夜通し焚かれる。駆け付けた涼子先生は五郎に結は離婚しているのと同じだと説明する。純と弘は2人で夜通し迎え火の番をしながら語り合い、結を純に譲ると言う。翌朝純と弘は港を埋め尽くした流氷の上を歩く高村の姿を見つける。歓喜して迎える港の人々を押し分けて高村は五郎に歩み寄り、よく参られたと歓迎する。高村の無事を祝う宴会に純と五郎も呼ばれるが、その最中富良野からみずえの訃報を伝える電話がかかる。
純は2年ぶりに富良野に戻る。純は五郎が廃棄物で作った雪子の家に感嘆する。中畑は隣に完成したすみえの家で一人泣いていた。死の直前中畑は病院からみずえを連れ出し家を見に来たことを話し、五郎に感謝する。螢の家に泊まった純は富良野に戻って借金のことをきちんとすること、結とのことを話す。仕事もないのに結婚すると言う純に螢は呆れるが、五郎流にやって行けば生きていけると言う。翌日純は三沢の爺さんを訪ねて土下座するが、爺さんはよく帰ってきたと喜ぶ。純は爺さんの下の世話をし、その後も時々三沢家を訪れて爺さんの世話をすることにする。純は市内を歩く結を見かける。結は富良野の生活環境を確認していた。神社で再会した2人は身を寄せ合って五郎の家に向かう。螢の所に正吉からの手紙が届く。手紙には住所が書かれていた。五郎の家に駆け付けた螢は純と結と共に賑やかに夜を過ごす。皆が寝静まった真夜中、螢は五郎に正吉の所に行くことを告げる。五郎は理解しながらも快との別れを悲しみ、遺言状の下書きを涙で濡らしてしまう。3月下旬、螢は富良野駅から列車に乗り込んだ。扉が閉まると五郎は快の名前を呼びながら列車を追いかけて走り出す。駅員の静止を振り切って線路沿いを走る五郎はいつしか螢の名を呼んでいた。
五郎は遺言状を書きあげる。「遺せるものは何もない。自然から頂戴しろ」

## ドラマ終了後の構想
あくまでもドラマが続いた場合の倉本聰の構想であり、映像化並びに書籍として活字出版化されている訳ではないので注意が必要。
- 北の国から1900。北の国からのルーツを探る物語。徳島から北海道静内へ蜂須賀藩の家臣稲田家は移住してくる。ドラマでは一行が襟裳岬のほうに流されその末裔が黒板五郎の一家。黒板一家は山道をたどって富良野まで来る。川のほとりに家を造るが下流にもう1軒別の一家(白濱家)が住んでいた。黒板一家はその上流に家を構えたために水争いが起き、両家は対立して険悪になる。そんな中で黒板一家の息子と川下の家にいる娘が恋をする、という話を倉本は考えていた[7][8][注 4]。

- 五郎（田中邦衛）が本編で語られていない連続シリーズ及び「秘密」までのことを自身の声で話している[9][注 5]。
  - 「連続」-俺に内緒で手紙を出すのはやめてれ。螢は手紙を探していたぞ。母さんの葬式に遅れ先に帰ったことに怒っているだろうがみんなに丸太小屋づくりを任せているので早く帰らなければならない。久しぶりの東京は楽しいか。なんでもかんでも揃っている東京より風力発電で灯った灯りの温かさには敵わないと分かってきているんじゃないか。
  - 「83冬」-正吉に罪はない。父さん正吉に酷いことを言った。正吉がおまえらの心の支えになっていることを忘れていた。
  - 「84夏」-パソコン雑誌を持ってきてしまったことや火事のことでお前は自分を守ってしまった。友達を無くしてまで手に入れたいものなどこの世にはないはずだ。
  - 「初恋」-初恋は儚いものだ。父さんもそうだった。思い出は鍵をかけしまっておけ。
  - 「帰郷」-(蛍へ)勇次という青年が心の支えになっていたことは父さん気付いていた。(純へ)人に怪我をさせて警察に厄介になったことはとやかく言わない。男は戦わなければならないときもあるんだ。丸太小屋を作ると言って富良野へ帰ってきてはいけない。男が一度決めたら東京でガンバレ。転職三回がなんだ。父さんは七回したぞ。
  - 「巣立ち」-(蛍へ)富良野でなく札幌で就職するんだってな。内緒にしていたことが悲しい。(純へ)タマ子さんは元気か。父さんオヤジとしていろいろ純にしてあげられて嬉しかった。
  - 「秘密」-（純へ）富良野へ戻ってきてくれて嬉しいが父さんは石の家で一人で暮らす。市役所の仕事が手に入ってよかったな。しゅうちゃんの過去なんて気にするな。あんな素直な娘を放っておくなんて男じゃない。
  - 「時代」-(蛍へ)内緒で帰ってきたり草太に金の無心をしたり父さんそんなに頼りにならんか。ツライのはお腹の子が正吉の子じゃない事だ。でもこれ以上の幸せはない。

- 「92巣立ち」の他に「92成人」「92卒業」とする別タイトル案もあった[10]。また杉田によると「秘密」の前に一つ幻の脚本があり、シュウと五郎の恋愛話だった。純は物語に絡まず、さすがにちょっとこれはということになって撮影が見送られた。そのため「秘密」ではシュウと五郎の仲睦まじいシーンが多数描かれている[11]。

- DVD「北の国から 四季の詩 -五郎が語る純と螢の20年-」では「時代」と「遺言」間のストーリーが書かれている[9]。
  - 五郎は快と遊ぶことが一番の楽しみとなっている。快に戦前の歌を唄ってあげており周りの人々は笑うが一向に気にしていない。65歳になったため国から「高齢者介護保険証」が届いたが「失礼だ」と捨てた。堆肥や炭焼きを行っており小さな有機農園をやっている。純と正吉から仕送りが送られてくるが全て快のため郵便貯金にし、生活費は一ヵ月2萬円(原文ママ)で十分だと笑っている。現在、廃棄物のドラム缶を使ったコンポストを考案し設計に愛しんでいる。
  - 純は草太の牧場を引き継いだが借金が億に近い金額だったことに驚く。利子が日々増えており、月一回五郎の所へみんなが集まってメシを食うのが唯一の楽しみとなっている。そんな中、純は五郎の暮らしを見てうらやましく思い始める。
  - 螢は草太の牧場の中の一軒家で三人暮らしている。三歳になった快を正吉はかわいがってくれているが、一歳半の時笑った息子を見て目元が実の父親に似ていてぞっとする。螢はそれを心の中で必死に忘れようとしている。

- 2002年冬、純と結は結婚。麓郷を離れ富良野市麻町の2DKアパートで暮らす。結婚式はその2DKのアパートで行い、五郎、雪子、トドのみ招待した。披露宴は行わず、埼玉にいる螢と正吉には「お金が掛かるから来ないで良い」と言った。中畑、シンジュク、成田、クマも式には呼ばなかった。中畑和夫は2004年に再婚。麓郷では五郎の拾ってきた家[12]、雪子の家、そしてみずえの遺言にあった中畑の娘夫婦の家が完成し、みずえが夢を見ていた“拾ってきた町”が出来つつあった。さらに新しい家を五郎は建てている。純は再婚した中畑の新居だと思っていたが、中畑より「違う。あの家は純たちにいつか麓郷へ戻って欲しくて建てているんだ」と真実を知らされ純と結は号泣する[13]。

- 2002年3月、純と結は五郎と共に石の家で暮らし始める。3月25日、螢と快は正吉の元へ向かう。4月、純は再び富良野でごみ収集の仕事へ就き、結は大田生花店へ勤め始める[注 6]。同月、純は結に気を使い富良野市住吉町にアパートを探す。6月13日、純と結は結婚。12月24日、栃木県宇都宮駅前のデパートへ買い物へ出かけた時「この汽車ポッポに乗るとジイジイの所へ行けるのよ」と以前聞いていた快は一人で寝台特急北斗星に乗ってしまう。同日、螢は捜索願提出。翌25日、快が持っていた絵葉書の住所から五郎の元に連絡が届き、五郎は涙に咽ぶ。同月31日、正吉と螢は富良野へ快を迎えに行く。翌2003年1月1日、正吉は螢に内緒で五郎へ家を建てて欲しいとお願いをする。五郎は狂喜して早速家を建てる準備を始める[14]。

- 純と結は結婚し富良野市内に居住。麓郷で一緒に暮らして欲しいという五郎と町で暮らしたいという純は意見が対立しているが、結と五郎は懇意であるという[15]。

- 2003年、五郎は純と結の新居を麓郷へ建てるため、駅前で解体されたレンガ建て倉庫のレンガをもらってくる[14]。なお駅前は布部駅なのか富良野駅なのかは不明。

- 2006年12月11日、その後のシナリオで登場する「純と結の家」が富良野に完成する。黒板五郎が息子の純と結夫婦のために建てたという設定。倉本は集まった約50人の前で、最終章「遺言2002」から「純と結の家」完成までのシナリオを朗読した[16]。

- 2007年のインタビューで倉本は続編を作る意欲を持ち、筋も考えていると答えた。純は結と離婚して初恋相手のれいと再婚し、螢と正吉も離婚する。その後は螢の息子の快を主役に発展させる構想とした[17][18]。

- 2009年、杉田によると「2015年くらいになったら装いを新たにした『北の国から』があるかもしれない。倉本さんもそれからの『北の国から』を書いている」と述べている[19]。

- 倉本は2011年に刊行した『獨白 2011年3月』において、新作を最近書かないかと言われたが、諸般の事情で流れたと述べている[20]。倉本がそのとき考えかけたプランでは、純は富良野におらず結と離婚して東京に出てゴミの仕事か何かやっている。親爺のことは想っているけど五郎へ仕送りはしていない。螢は正吉と関東におり、五郎にもマメに仕送りはするが仕事が忙しく滅多に富良野に顔は出さない。五郎はときどき中畑が見舞うがほぼ「無縁社会の独居老人」となり、税金をずっと払っていないため年金も受け取っておらず「国の世話にならず、自然の世話になっている」毅然とした独居老人の姿を書いてみようとちょっと思って止めたと倉本は述べている。

- 2011年5月の富良野での「北の国から」広場オープンの倉本のスピーチによると、五郎は麓郷の石の家に住んでいる。純は妻に逃げられ、羅臼でトドの手伝いをしたり、埼玉でゴミ処理の仕事をやっていた。そこに2011年3月東日本大震災が起きる。福島県のいわき市に住んでいた正吉一家は災害に巻き込まれ、子供を助けようとした正吉が津波にのまれて死亡[注 7]。螢は生き残った快を麓郷の五郎のもとに預け、福島で看護師としてボランティア活動を行っている。純も螢と共に福島で災害復興の仕事に従事している[21][22]。

- 2011年8月、倉本と大根仁、Boseのラジオでの対談によると、正吉は津波に流されて死亡。螢は中一になる快を五郎の所へ送り、看護師としていわき市で働いている。純は埼玉でごみ処理を行っていたが正吉の死にショックを受け福島で瓦礫の整理(ママ)に従事している。五郎は快と二人暮らしをしているが、税金も払っていないため国の世話にはならず金も持たず物々交換で生計を立てている。役場の人が来ると隠れて逃げてしまう。純と結はあっさりと離婚したと答えている[23]。同年9月、富良野での「『北の国から』放映30周年記念中嶋、竹下、倉本のトークショー」によると、純は埼玉でごみ収集をしていたが震災後福島で原発事故の孫請けとして働き、螢はいわき市で看護師としてボランティアを行い、快は麓郷で五郎とともに石の家に住んでいる。雪子は恋をしていると倉本は語った[24]。

- 2012年2月に発売された雑誌『文藝春秋』2012年3月号で倉本は「頭の中の『北の国から』―2011『つなみ』」と題した現時点での登場人物の「その後」について触れた文章を寄稿した。この中では以下のような内容が記されている[25]。
  - 富良野の町は、駅前が再開発で大きく変わり、旭川から帯広へ向かう広規格道路が北の峰の地中を貫通しかけている。町はドーナツ化現象が進み、マクドナルドやケンタッキー、レンタルヴィデオ屋(ママ)のゲオやホーマックの進出で外郭道路周辺に町の中心が移って来つつあった。
  - 正吉・螢一家は2004年から浪江町に移住し、正吉は浪江町消防署勤務、螢は南相馬市の南相馬市立総合病院で看護師として働いていたが、東北地方太平洋沖地震のため、病院では「地方に避難するか病院に残るかは職員各自の自主判断に任せる」という苦渋の選択をする。当直明けの螢は、早朝、ベットに眠っている患者に握り飯二つをそっと置いて誰にも告げず息子の快とともに2日間掛けて鉄道で富良野へ避難する。螢は患者や正吉のことを心配していたが、正吉が行方不明と知り快を残して福島県に戻る。瓦礫の中を正吉を求めて半狂乱で彷徨い、何日か目に正吉を捜していた純とばったり出逢う。
  - 純は結と2003年に結婚し、五郎と共に石の家に住んでいた。その後、麓郷の町の中へ二年がかりで建てた拾ってきた家に住むも2006年に離婚。出ていった結を純は狂ったように探すも行方は分からなかった。純はごみ収集職員として働きながら借金を返済していたが、2007年の大晦日三沢のじっちゃんが亡くなり、伝え置きにより返済から解放される。ごみ収集職員としての日常をブログに綴っていたところ、読者の一人がれいだと判明。メールによる交流が始まる。2年前に離婚し東京で暮らすれいと7年ぶりに再会する[注 8]。恐る恐るれいのアパートへ招かれた時、東北太平洋沖地震に遭遇。正吉一家とは連絡が取れず、五郎にも連絡ができない。福島県に赴き瓦礫の山の中で黙々と正吉の遺体を探しているところで螢と再会する。その後、福島第一原子力発電所事故に伴う放射能飛散が懸念されながらも、原発現場の瓦礫処理の下請け作業員の末端として危険な現場に身を置いている。他の登場人物は次の通りと答えている。
  - 五郎・・・喜寿を迎えた。
  - 快・・・浪江町第一中学校へ進学。富良野へ避難後は、五郎の過激な愛情に不潔さと不気味さを感じている。富良野を一人で脱出しようとするが、福島は限界区域(ママ)に指定されていた。
  - 雪子・・・麓郷在住。拾ってきた家に住んでいる。
  - 中畑和夫・・・再婚。生協で妻を伴ってワゴンを押しながら人参を選んでいる。
  - シンジュク・・・町の電気屋を続けている。
  - たま子・・・鹿児島県種ケ島在住。二児の母。
  - 結・・・純といくつかのいさかいの挙句に突然消えてしまう。離婚後はトド(高村吾平)と羅臼で暮らしている。
  - シュウ・・・帯広の豆腐屋に嫁ぐ[注 9]。五郎には父親の感情を抱いており、盆暮れには必ず顔を出している。
  - 涼子先生・・・遠軽在住。
  - 成田新吉・・鉄工所を息子の代へ今年(2012年か)渡した。
  - 大里れい・・・銀座のバーに勤めているが原宿の一間きりの質素なアパートに暮らしており、地味で清楚な暮らしを送っている。コードネーム[注 10]「メリー」として純のブログの読者となっている。華やかな衣装に毎晩身を包んでいる自分よりも、未だにゴミにまみれて生きている純の姿を眩しく見ている。

- 倉本は2015年のインタビューで『北の国から』の続編を、福島を舞台に描く構想があると答えた[26]。同年中村敏夫の葬儀・告別式で、倉本は新作/次回作を構想し、プレゼントしようとしていた幻の企画書を棺の中へ入れた。内容については話さないとした[27][28]。
  - 同年秋、五郎は富良野へ戻ってきたこごみと再び付き合い出す。こごみは60近くなっている。このことは中畑和夫や雪子、地元の人も知っているという[29]。

- 2017年2月より発売された『「北の国から」全話収録DVDマガジン』において、倉本スペシャルインタビュー及び記者の黒板五郎インタビュー(脚本・倉本)では以下のようなことが述べられている。
  - 五郎は現在でも恋をしており、若い女性に風車を作ってやったり本棚を直してあげている。ただし、アッチの方はダメになった模様[30]。「遺言」から15年後の五郎へのインタビューによると、老年期障害のせいで耳が遠くなり目もかすみ自分の年齢も82歳か85、86歳か分からなくなっている。記者からもらったバイアグラを服用していたが現在では勃たなくなった[31]。本人曰く「看護度(ママ)は1」とケアマネージャーから言われている[32]。中畑和夫は妻に先立たれた後再婚したもののボケてしまい、その2年後にクルマで高速道路を逆走し交通事故に遭って死亡。この事故は新聞記事にもなった[31]。正吉は2011年3月11日の東日本大震災で津波のため亡くなり、場所は磐城(いわき市でなく磐城)と述べている[33]。こごみはへそ歓楽街で小さな居酒屋を営んでいる[34]。スナック駒草ではないとしているものの「巣立ち」の時のスナック「こごみ」なのかは不明。現在五郎が住んでいる石の家や土地はほとんど中畑の土地であると述べており、五郎自身が亡くなった場合は純たちへ相続せず自然へ返すとしている。中畑家へ土地を返すかどうかについては触れていない[注 11][注 12][35]。また五郎は初期認知症が進行している[36]。

- 2019年の倉本の著作『テレビの国から』によると、新しく書きかけた話として「螢の息子の快が家出して五郎へ会いに富良野へ行くという話で五郎は狂喜する。他のレギュラー陣は登場しないおじいちゃんと孫のみのストーリーだった。残念ながらドラマ化は実現しなかったがいつでも復元できる」と語っている[37]。もし新たに脚本に生かすとしたらシュウちゃんだが[37]、僕(倉本)は結が好きだった。れい派シュウ派でいえば、れい派。シュウだといつかひずみが来そうな気がする、と述べている[38][注 13]。

- 2021年4月25日放送フジテレビ「ボクらの時代」では、吉岡秀隆が「去年、(倉本から)電話があって北(の国から)の続編をやりたがっていましたよ。構想は先生の中ではいろいろあるみたいで」と明かした[39]。同年4月、麓郷へ田中邦衛の献花に訪れた倉本は「邦さんは死んだが五郎さんはまだ生きている。(放送開始から)40年の月日がたったが、まだ続きを書き続けているような気がしている」と語り[40]、「富良野を歩いていても、五郎から『よぉー』と肩をたたかれそうな気がするんだ」と盟友との別れを惜しんだ。追悼の続編については「いろいろ考えたんだけれども、頭の中だけにしておこうと思う」とも述べている[41]。

- 2021年10月9日に富良野で行われた「追悼田中邦衛さん、北の国から40周年記念トークショー思い出せ！五郎の生き方」で、倉本は新作『北の国から2021 ひとり』を発表した[注 14][42][43][44][45][46][47]。
  - 2002年、螢と正吉は息子の快と共に福島県へ移住。2003年富岡町の夜ノ森に家を借り、正吉は富岡町の消防署、螢は診療所に勤め始める。2009年に初めての正式な二人の子長女・さくらが誕生。孫の誕生に五郎は狂喜して居座るが、純に強制的に北海道へ連れ戻される。
  - 2010年、純の妻である結が勤め先のコンビニの店長と不倫をして離婚する。このころ快は趣味でチェロを始める。
  - 2011年3月11日、東日本大震災で消防職員の正吉は人を助けようとして津波に巻き込まれ行方不明となる。翌12日、原発が爆発して全員避難、帰宅困難地域のため正吉を探すことができない状況となる。螢は二人の子を連れていわき市に移住[注 15]。病院では婦長(ママ)に昇任する。
  - 2014年に避難地区が解除される。五郎は必死になって砂を掘り返すなどして正吉の手掛かりを探すが純は「もうあきらめよう」と説得。富良野に連れて帰る。高校生になった快は医大を希望するようになり前述の音楽といい徐々に実の父親の血が見られ始める。
  - 2018年、五郎は癌の疑いで病院に検査入院する。MDIの検査前に逃げ出してしまい同じく検査から逃げ出した熊撃ちの「山おじ」と呼ばれる爺さんと出会うが、その相手は高校時代に二宮サチコという美少女を五郎と争ったことのある喧嘩仲間だった。二人は意気投合し付き合いを再開する。五郎は「犬を一匹だけ飼っている。嫁さんは死んだ」と笑いながら話す。サチコは独身で、年をとっても八千草薫に似て美人だった。しかし認知症が進行し、特別養護老人ホームに入院していたものの山おじが連れ出して小屋に住まわせていた。サチコは「死ぬときは山の中で死にたい。その時はお願い」と昔山おじと指切りをしており、その約束を果たすためだった。山には3つあり、人が生活し山の恵みを受ける里山。第2が熊など動物が生活する山。第3が誰も入れない聖域の山。この第3の山の穴の中にサチコを置いてきたと山おじは言う。このことに五郎は大きく心を動かされ、五郎と山おじは死ぬときは病院の世話にならず熊の巣穴で死のうと約束する。
  - 2020年、新型コロナが流行。螢は病院、純は札幌で病院から出る感染性廃棄物を回収し、焼却施設に運ぶ仕事をしており、忙しさから純も螢も五郎と連絡が取れないでいた。そんな時、純は札幌でシュウと再会。シュウは神戸での結婚生活に破れ札幌に戻り、居酒屋で働いていることろでばったり純と出会う。バツイチ同士の純とシュウは再び付き合うこととなる[注 16]。シュウは昔から五郎と仲が良かったため、純の代わりに五郎の様子を見に行くことになる。シュウが石の家に着くと中から五郎の話し声が聞こえていた。誰と会話しているのか分からないまま外で待っていたものの、あまりにも長いのでそっと家へ入ってみると五郎がひとりで令子の写真と会話していることに気付く。シュウは五郎と顔を合わせる。シュウは札幌へ戻ると五郎の「最近、夢を見た。山で、ものすごく大きな角を持った真っ白なシカに会った。そのシカが夢の中でおいらに言った。みんなひとりじゃないって。あれはカムイの使いだ」との聞いた言葉を純へ伝える。
  - 純も螢も忙しく手段もないためまともに連絡が取れないまま時が過ぎる。2021年3月、あまりにも不安になった純はシュウと二人で石の家に行く。そこで「純様、螢様、おいらの人生もう終わる。探しても無理。探索無用。おいらのことならほっといて」との書置きがあるのを見つけ大騒ぎとなる。石の家では令子の写真だけが無くなっていた。捜索中、純は山おじと出会う。山おじは「五郎は山に入った。お前らに行くのは無理だ」と言って場所を教えない。純は「自分たちが父親を放置したために死なせた」という思いにかられて、螢に涙ながらに電話をする。
  - 五郎は一人で山に入って亡くなり、遺体を動物に、骨を微生物に食わせて「自然に還ったのだ」と察する。その晩、石の家に泊まった純とシュウは大きな真っ白い雄鹿と出会う。雄鹿は、石の家をじっと見つめた後、ゆっくりと向きを変え、森の奥へと消えていく。この時純は「一人じゃない」という言葉を聞いた気がした。この物語の終焉は2021年3月24日、田中邦衛さんが亡くなった日であろうと思われる――。

- 2025年、舞台化を視野に『北の国から 落穂拾い』(仮)という作品を書き進めていることをBS朝日「倉本聰、90歳のラブレター。～ニッポンのオトナへ　富良野より～」の中で発表した。『北の国から』のサイドストーリー、アナザーストーリー(外伝)、スピンオフ(番外編)で「北の国から '84夏」の「ラーメン屋での純の告白シーンを女店員の側から描き出す」「泥の付いた一万円札の裏側の話」などメインストーリー(本編)から「こぼれ落ちた」「描ききれなかった」「新たに描く」物語の掘り起こしとするものという[48][49][50]。

## 登場人物
黒板家と叔母 / 純と螢の関係者 / 北村家 / 中畑家 / 吉本家 / 笠松家 / その他 / テレビ連続シリーズ / '83冬〜 / '84夏〜 / '87初恋〜 / '89帰郷〜 / '92巣立ち〜 / '95秘密〜 / '98時代〜 / 2002遺言

### 黒板家と叔母
黒板 五郎（くろいた ごろう）
演 - 田中邦衛
1935年1月5日生。本作の主人公。明治時代に入植してきた人物は黒板五郎左衛門、阿波徳島藩出身。八人兄弟の五男。1950年富良野工業高校を卒業。卒業と同時に集団就職で上京し、東京田端の中村製鋼所、東京上板橋あけぼの自動車修理工場、中央区築地高津自動車サルベージを経て、青山三丁目の坂田商会ガソリンスタンドに入社する。1968年のサルベージ会社勤務時代に礼子と知り合い、同年結婚。坂田商会淀橋支店で働きながら一家4人で暮らしていたが、妻・令子の不倫をきっかけに1980年純と螢を連れて郷里の富良野へ帰ってくる。その時の所持金はわずか7、8万円だった。その後、令子とは正式に離婚したが、それから２ヵ月あまり後に死別する。富良野では中畑木材の仕事を手伝ったり、小規模の農業や炭焼きをしたりして、生計を立てる。発想力と行動力があり、沢から水道を引いたり風力発電を作ったり、井戸を独力で掘ったり、廃品で家を建築したりする。性格は基本的に温厚だが、頑固なところもあり一度ヘソを曲げると手が付けられなくなることもある。また、初期には内弁慶なところもあり、外で面白くないことがあると家に帰ってから子供たちに当たることもあった。「'83冬」では内地（本州）へ出稼ぎへ行く様子もうかがえる。みどりの借金を被せられ土地を追われる危機に瀕するも、村の仲間たちの助けもあり危機を逃れる。「'84夏」では出稼ぎから帰った当日に丸太小屋が焼失する事件が起き、心身が疲弊する様子が描かれた。「'89帰郷」で再び丸太小屋の制作に着工するが、「'92巣立ち」では一人の寂しさから「アキナ」という柴犬を飼いはじめる。やがて、純がタマコを妊娠させてしまい、純の不始末を購うため上京して謝罪し、建設用の木材を売り払って100万の金を作り慰謝料として支払う。かわりに廃石を利用して石の家を建設する。久しぶりに3人が富良野に集う大晦日、螢から就職のため札幌に行くと宣言されて失意に打ちのめされ、純が和久井家に居る螢を迎えに出た間に石の家の建設作業中に屋根から転落。材木に足を挟まれて猛吹雪の中遭難。未明になっても帰らないことを心配した純が近隣を訪ね歩いた際に加納から建設現場の話を知らされ、三人が駆けつけたことで発見され、九死に一生を得る。「秘密」では螢の駆け落ちに動揺するが娘の想いをどうにか理解しようと苦悶する。純の彼女であるシュウから慕われ、二人の交際を応援する。「時代」では無農薬農法に熱意を注ぎ、五郎を慕い教えを請う完次に目をかけていたが、疫病の発生と完次に対する草太の惨い仕打ち、完次の自殺未遂と夜逃げについて草太を責めることもなくじっと見守る。妊娠し、正吉と結婚すると言ってきた螢には感動の余り涙を流すが、和夫から螢の子の父親が黒木だと聞き、動揺して雪子に相談。やがて疑惑は確信となるが、それでも螢を支えようという正吉の男気に感謝し、螢の結婚式では酔い潰れるほど舞い上がる。草太の死後、彼の遺した牧場を純と正吉が継ぐ運びになったことを危惧していた。「遺言」では五郎の危惧は現実のものとなり、牧場の破綻で五郎の家族は離散状態となってしまう。それでも恨み言一つ言わずに初孫の快を溺愛し、返済のため富良野を離れた純と正吉を案じていた。富良野を訪れたシュウから結婚の報告を受けるが頑なに純の所在は明かさず、彼女の手紙を純に送る。健康面に不安を感じるようになり、螢の強い勧めもあって精密検査を受けるがそのことで自分の死を意識するようになる。結果的に杞憂だったが不安は拭えず、新吉の勧めで山下に弟子入りして「遺言」を書き始める。中畑家に入り婿することになった正彦が五郎を慕い、すみえとの新居作りを手がけることになる。やがて、みずえの病気が発覚。愛妻の余命を知って動揺する和夫を支えつつ、事情を知る寛次らと共に突貫工事を進める。その頃、羅臼から訪ねてきた吾平を事情を知らずに建築工事に巻き込み、それを謝罪して自宅に泊め、酒を酌み交わす。「流氷を見せたい」という純の招待で羅臼を訪れるが、そこで純から結との結婚を相談される。だが、結が人妻だと聞いて動揺し、純の長時間の説得でようやく納得したものの、吾平の遭難事故に巻き込まれてしまう。生還した吾平から思わぬ歓待を受けるが、そこにみずえの訃報が届き、純と共に富良野に急ぎ戻り、みずえの死に落胆する和夫を見守る。やがて、純に嫁ぐ覚悟で富良野に来た結を歓迎し、螢も正吉からの手紙で安堵。久しぶりの家族団欒を楽しむ。だが、正吉と暮らすため螢が富良野を離れることになり、快との別れに最後まで抵抗し、みっともない悪あがきをする。完成した五郎の遺言は物語を振り返り、締めくくるものとなった。
倉本の設定では学生時代は女好きであり、付き合った女性はすぐ妊娠することから「一発屋の五郎」というあだ名がつけられていた。
なお、「黒板」という姓は倉本が若い頃に片思いした女性に由来するという。
黒板 純（くろいた じゅん）
演 - 吉岡秀隆
1969年1月生まれ。五郎の長男。第一話の時点では小学4年生。典型的な都会っ子で理屈っぽい。母親っ子でもあり、両親が離婚する原因になった吉野のことも嫌いにはなれなかった。当初は東京に帰りたがっていたが、母の発病に際した再上京時には新しい物や流行を追うだけの生活に魅力を感じなくなったこともあり、徐々に富良野の生活に馴染むようになる。気弱で傷付きやすいクセにおしゃべり。言わなくてもいい一言を言ったり、自らの責任を回避しようとして嘘を重ねて事態を悪化させることもしばしばある。「'87」では機械を見るとすぐに分解する趣味を持ったため、周囲からは「ペンチ」という愛称で呼ばれる。大里れいと出会い初恋をし、彼女が東京の高校へ行くと聞いて、自分も同じ進路を希望するようになる。その後、五郎との衝突や大里家を襲った悲劇等のため一度は東京行きを諦めるものの、五郎と螢に背中を押されて中学卒業後は一人で上京。井関と雪子のところへ身を寄せて働きながら定時制高校へ通う。「'89」では髪を染めたりバイクに乗ったりと東京を楽しもうとするが、盗品のバイクを買わされ、さらに泥の付いたピン札をめぐり傷害事件を起こしてしまう。すっかり疲れ果て、富良野に戻りたいと考えるが、五郎にそれを諭される。「'92」ではガソリンスタンドに勤める。再会したれいと遠距離恋愛をしていたが、欲求不満に苛まれ、職場で知り合ったタマコと肉体関係を持つ。その結果、タマコは妊娠。タマコは九州の実家に帰郷し、螢の札幌行きと五郎の遭難事故が決定打となって富良野に戻る。「秘密」からは市の臨時職員としてごみ収集の仕事に従事し、市内にアパートを借りて正吉と同居生活を始める。北海道に戻ったもののれいとは気持ちがすれ違い、その間にシュウと知り合う。シュウの過去を巡る問題からギクシャクするも順調に交際し、上砂川にあるシュウの実家に挨拶に行くがシュウの家族から交際を反対され、引き離されてしまう。最初は辛かったごみ収集の仕事にも誇りを持つようになり、草太から牧場の仕事を手伝うよう再三誘われるも拒否。完次の悲劇により溝が生じ、草太からの頼まれ事を断ったことが原因で草太は事故死を遂げる。螢が正吉の子を妊娠し、二人が結婚すると言われ激怒するが、五郎の喜ぶ姿を見て二人を認める。だが、雪子から「螢の子の父親が正吉ではない」という話を聞かされ動揺。真相が明らかになっても結婚を祝おうという五郎を支える。「時代」で周囲からの頼みで草太の牧場を引き継ぐが、「遺言」では借金により牧場が破綻。3000万の借金を正吉と半分ずつ受け持ち、返済のため五郎と螢にだけしか居所を告げずに富良野を去る。相思相愛で家族公認の仲だったシュウとも音信不通が原因で別離。金になる仕事を転々とした後、羅臼で廃棄物処理の仕事に就き、漁師の友人の好意で番小屋を借りて一人暮らす。最初の半年は借金を返済していたが後にやめてしまい、携帯の出会い系サイトを利用していた。失意と孤独のどん底に居たが、偶然再会した涼子先生の引き合わせで結と知り合い交際するようになる。だが、友人から結が人妻だと聞かされ動揺し、さらに結の義父吾平に交際を知られてしまう。その後、羅臼に戻った結の夫、弘から襲撃を受け吾平に助けられるが、もう逃げないと腹をくくり、結と共に弘の許を訪れ別れてくれるよう談判。吾平の勧めに従い五郎を羅臼に呼んだ際、吾平が遭難し、生還したことを通じて弘とも和解する。直後に螢からみずえの訃報を聞き、覚悟を決めて五郎と共に富良野に戻る。その後、家族の反対を押し切り純の負債を引き受けてくれた三沢のおじいちゃんが寝たきりになったことを知り、五郎の仕事を手伝いながら彼の介護を行うようになり、嫁ぐ覚悟で富良野に来た結と結ばれた。
スペシャル以降はあだ名で呼ばれることが多い。
黒板（笠松） 螢（くろいた（かさまつ） ほたる）
演 - 中嶋朋子
1970年12月生まれ、若しくは1973年1月生まれ。五郎の長女で、純の妹。幼稚園で過ごした純とは違い保育園に通う。第一話の時点では小学2年生。兄とは対照的に父親っ子。令子の不倫現場を目撃してしまったこともあり、当初から五郎を気遣っていた。吉野のことも避けており、母の発病時も上京には同行しなかった。正式な離婚手続きに伴う別れの際にも令子に対しては素直になれず、そのことで純からは責められた。幼い頃は純真で五郎に対し従順だったが、その反動か、成長するにつれて五郎の意思と異なった自分の道を歩み始める。中学卒業後に旭川市にある定時制の看護学校へ通い、通学列車の中で出会った和久井勇次と恋に落ちる。しかし彼も受験勉強のため東京へと去ってしまう。「'92」では大学に進学した勇次に会うため富良野線を行き来するも五郎を訪ねず、その姿を正吉に目撃される。勇次から正看になるよう勧められ札幌の北海中央病院へ就職。五郎より勇次を選んでしまい、螢が麓郷に戻ると思い、就職に奔走していた五郎を落胆させる。その結果、五郎が大晦日の夜に遭難。その事故をきっかけに富良野の病院に就職すると純に告げたが、麓郷に戻る決意を固めた純にそのまま札幌の病院に就職することを勧められため、富良野を離れる。「秘密」では北海中央病院内科勤務時代に北部大附属病院の札幌の医師・黒木光彦と不倫し、根室市落石に駆け落ちする。「時代」では別れるが、黒木の子を身ごもっていた。彼には知らせず一人で産むつもりで札幌に引っ越し清掃業に従事していたが、事情を知った草太の計らいで正吉から求婚される。最初は拒んだものの、正吉の情熱に打たれ結婚する。「遺言」では息子の快を育てている。正吉が借金返済のために離道した後は富良野市内の病院に看護師として勤務し、市内に一軒家を借り二人で暮らす。母親となってからは気が強く逞しい女性に成長し、快に夢中の五郎を煙たく思うようになる反面、老いた五郎の健康面を心配する。正吉に棄てられたという不安を抱え続けていた。みずえの死後、正吉からの手紙で栃木に居ることを知り、快を連れて富良野を離れ正吉の元に行く。なお、劇中螢がキタキツネを呼ぶ「ルールルルル」という呼び方は、脚本家の倉本聰氏が富良野に移住したばかりの頃、自宅の周りに集まってきた野生動物に呼びかける際、なんとなく口にしていたフレーズで、倉本氏の自宅に来ていたキタキツネとの実体験に基づいている。
黒板（宮前）令子（くろいた（みやまえ）れいこ）
演 - いしだあゆみ
1947年5月生まれ。父親は豊、母親は房子。房子が死んだため、豊は高子と再婚する。五郎の妻で、純と螢の母。東京都淀橋高校を経て、栗山美容院へ見習いとして勤務する傍ら中央区「築地美容師スクール」へ通う。美容院「ローズ」（第7話より「ビューティーサロンRei」）の経営者。高校時代、文芸部の同級生だった吉野信次と出会いラブレターをもらうが、社会人になってから妹の雪子の紹介で偶然再会する。この吉野との不倫が原因で五郎と離婚。その後、かねてから患う激しい痛みを伴う胆石らしき病で他界（劇中では詳細は言及されていない）。発病時には吉野の紹介による入院先が小病院だったために神経痛としか診察されず、雪子をはじめ周囲からは大病院に替わるよう忠告されるが、吉野への気兼ねから転院できなかった。最期にも適切な治療を施されず、雪子からの解剖の申し出も遺族たちに拒まれたため、結局死因は分からずじまいだった。『巣立ち』では、凍死寸前の五郎が見た「幻想」で登場している。
宮前（井関）雪子（みやまえ（いぜき）ゆきこ）
演 - 竹下景子
1955年12月生まれ。大学卒。純と螢の母方の叔母で令子の腹違いの妹(実父、豊の再婚相手）。豊、高子の娘として生まれるが、豊は1966年に死亡している。五郎らが富良野へ去った際、喫茶店で彼女が令子の有責を責めるところから物語は始まる。純と螢からは「雪子おばさん」と呼ばれており、懐かれている。不倫相手の井関利彦との交際に悩み、富良野の五郎たちを頼って同居するようになり、家事も引き受けていた。その後草太の共同牧場や中畑木材の関連工場で働く。令子の死で東京へ戻った後、丸太小屋の火事があった日に出稼ぎ帰りの五郎とともに再訪するまでは距離を置いていた。「'83冬」では冒頭のみの登場。草太に好かれ、一度は草太との結婚を決意するが、同時期に井関から離婚成立の知らせを受けたことで気持ちが揺らぎ「'84夏」では結局は井関と結婚して東京へ帰る。そして井関との間に長男・大介をもうけるが、井関が再び不倫したことで離婚し、再び富良野へやってきた。富良野へ来てからはニングルテラスにある「森のろうそく屋」で働く。「遺言」では、五郎が廃品を利用して建てた家で暮らしており、夫の許しで成長した大介が富良野を訪ねるが、大介は不登校に陥り、口も聞かず、ようやく大介から出会い系で知り合った女性とメールで交際している事実を聞き出して五郎に相談し、五郎は大介に説得を試みるが、大介は五郎に悪態の限りを尽くし、その態度にみずえの病気で悩んでいた和夫が怒り、大介を殴り飛ばしたことで大介とは物別れとなってしまった。みずえの葬儀の後、富良野を離れる螢を五郎や純と共に見送った。なお「秘密」のみ登場していない。

### 純と螢の関係者
大里 れい（おおさと れい）
演 - 横山めぐみ(初恋～)
純の初恋の相手。純たちとは違う富良野市内中心部の中学校に越境通学している。純と同じく尾崎豊のファン。中学時代はダンス教室へ通っていた。学校の帰り道に自転車のチェーンが外れたことがきっかけで、直してくれた純とその時から親密になり、一緒に東京の高校に進学することを約束するが、父親が農業に失敗したため夜逃げしてしまう。富良野市から叔父を頼って札幌市へ移住。札幌市立上野幌中学校卒業後、市内白石区の菊水生花へ就職。1988年、父正吉出奔（原文ママ）。同年、生花店を退職し、ロイヤルホストへ勤めだす。純とは「帰郷」で再会し遠距離恋愛を続けるが次第にすれ違っていき「秘密」で、れい曰く「大人のビジネスマン」と結婚。夫の仕事の都合で東京へ引っ越すことになる。「時代」では純の思い出のみに登場。劇中では明らかになっていないが結婚相手はロイヤルホスト時代に店の常連だった「北海道に森を育てる会」の高木由彦という男性。1991年5月、二風谷ダム建設反対の集会に出かけて行った時に、建設会社からきていた正吉と偶然出会っている。1993年1月、高木と結婚。
松田 タマコ（まつだ たまこ）
演 - 裕木奈江(巣立ち)
通称トロ子。ピザ屋で配達のアルバイトをしていた際、バイクの駐禁を取られそうになったところを純の機転で助けてもらい、純と親密になる。純は彼女のことが特に好きなわけではなかったが、軽い気持ちで付き合い、果ては妊娠させてしまう。尚、カットされたシーンとして最後の別れの時、タマコが勧めた映画「陽の当たる場所」を純へ見たか尋ねるシーンや、遠い所にいる恋人と同じ時間にビデオを見た話が純のことと気付いている様子が描かれている。
小沼 シュウ（こぬま しゅう）
演 - 宮沢りえ(秘密～)
1975年7月生まれ。五歳の時、実父誠一が炭鉱事故で死亡。或いは5歳の時に父小沼周吉は炭鉱事故でケガをし、中一の時離婚とする資料もある。兄敬はサケ・マス漁の航海中の事故により死亡。母光子は日下義雄と1989年に再婚。1991年上砂川市東中学校卒業後叔母の知り合いを頼って上京。高円寺の木村ベーカリーへ勤める。北海道に戻るが義父との折り合いが悪く、家を出て富良野のつるや金物屋に勤め始める。間違って捨ててしまった柱時計を純が返しに行ったのをきっかけで知り合い、その後純と交際するようになる。かつてアダルトビデオに出演したことがあり、そのことで一時は純と確執もあった。五郎は彼女のことをいたく気に入っていて、純に内緒で一緒に露天風呂に入ってしまったこともある。「時代」では純を父親らに紹介するが、その直後に上砂川の実家に帰されてしまい、兄の経営するコンビニエンスストアーで働くこととなる。純が意地を張りシュウへの連絡を我慢したことで関係が自然消滅しかけるが、五郎が螢の結婚をシュウに相談するため上砂川を訪れ、その際に純の真意を伝える。螢の子供の事を雪子から相談された純が悶々としていたクリスマスに富良野を訪れて純と再会。プレゼントとして日記を手渡し、一夜を共にする。日記には純と逢えない間のシュウの寂しさが綴られていた。純が雪子の店でシュウへのお返しを選んでいたとき、五郎から草太の訃報が届く。手伝いを断った自分のせいで草太が死んだと落胆する純の気持ちを察した五郎がシュウに連絡し、「しばらく側に居てやってくれ」と伝え、父親の運転で草太の通夜に駆けつける。その席で螢とは初めて対面した。だが、螢と正吉の結婚式には純の配慮で呼ばれなかった。純と結婚目前だったが、牧場の倒産劇にシュウを巻き込むまいとした純はシュウには行き先を告げず富良野を去った。「遺言」で五郎を訪ね、その際に神戸在住の男性との結婚を報告。実は何度も富良野を訪れていながら、純の苦しい心情を察して思いとどまり、一番辛い時期に側に居てあげられなかったと泣く。五郎から純の所在を聞きだそうとしたが五郎は頑なに口を閉ざし、五郎が手紙を転送するぐらいは出来ると伝えたため純への手紙を託す。
高村 結（たかむら ゆい）
演 - 内田有紀(遺言)
1976年9月8日生まれ。羅臼で働く女で、戸籍上は弘の妻。実の父親と兄は操業中の海難事故で死亡し、母親は肝臓がんで亡くなっている。斜里高校を卒業後、網走市の北市物産に就職するも結婚を機に高村水産で働くことになる。一方、町内のコンビニ「あずまや」でも勤務している。凉子先生を通して純と知り合い、シリーズ上では純の最後の彼女。
純に暴力を振るった前夫の弘に猟銃を向ける気の強い一面がある。
和久井 勇次（わくい ゆうじ）
演 - 緒形直人(帰郷～)
螢の初恋の相手。螢と同じ通学列車に乗っていてお互い気になっていたが、勇次が痔を患って螢が働く肛門科を訪れたことをきっかけに交際することになる。宮沢賢治が好き。初登場時は予備校生だったが、三浪後帯広畜産大学に合格する。螢に准看ではなく正看になることを勧める。「秘密」まで出演。
木谷（水谷）凉子（きたに（みずたに）りょうこ）
演 - 原田美枝子（第2話 - 第8話・第12話・第14話 - 第18話・第20話）(遺言)
純と螢が通う、中の沢分校の教師。通称「凉子先生」。1956年、神奈川県磯子区生まれで父親は洋画家。小学校の時担任の女教師の授業ボイコットしたこともある。1972年、神奈川県明和学園高校へ入学。クラシック研究会へ入会する。1975年、東京女子大学へ入学しマスコミ研究会へ所属する。1978年、初めてUFOを目撃。1979年に教員採用試験に合格し、大学を卒業したのち世田谷区上毛野小学校に採用。同年クラスの児童小池厚志が飛び降り自殺し新聞沙汰になる。翌年4月、富良野市麓郷小学校中の澤分校へ入職。しかし富良野でもその事件が取沙汰されてしまう。都会的な雰囲気で純が異性として意識してしまったこともあった。クールに見えるが、黒板家のことは気にかけており、教育に対してもしっかりした考えを持っている。UFOとの交信ができるらしく、螢を連れて山へUFO見物に出かけるが、帰りが遅くなり警察沙汰になってしまい、五郎らは凉子の身を案じて皆に黙っているよう頼むが、純が雑誌記者にそのことをうっかり話してしまったことから、テレビにまで取り上げられる問題に発展してしまい、再び転勤を余儀なくされてしまう。富良野を離れる際、純とはUFOを観に行く約束をするが、純は熱を出してしまい約束を果たせず、そのままいなくなってしまった。「'83冬」で赴任した女満別から年賀状が届く他、「遺言」では、羅臼で鮭の遡上を見に来た純と再会し、純と結が付き合うきっかけを作った。
山本 恵子（やまもと けいこ）
演 - 永浜三千子
純の東京時代の同級生。純のナレーションで「拝啓、恵子ちゃん」という語り出しからも分かるように彼女へ向けて話されている。
連続シリーズの終盤で家族揃って渡米してしまい、その後は純と会うことはなかった。尚カットされたシーンとして「巣立ち」では2年前に米国から帰ってきており上智大学へ進学している。純はミニ同窓会で高木から恵子の電話番号を教えてもらい、帰宅後純は自宅へ電話を掛けるものの、恵子の「もしもし」の後、Jimmyと間違われ、英語で一気にまくしたてられ、会話をせずに電話を切るシーンがある。

### 北村家
北村 草太（きたむら そうた）
演 - 岩城滉一
1952年10月生まれ。北村清吉、正子夫婦の四男。富良野市立農業高校卒。富良野共同牧場で働いており、純や螢からは「草太兄ちゃん」と呼ばれ、実の兄のように慕われ、草太も黒板家を家族同然と思っている。3人の兄は全員富良野を離れ、東京・札幌・仙台でそれぞれ暮らしている。趣味はボクシングとバイク。女癖が悪く、吉本つららと交際していたのにもかかわらず雪子にのぼせ上がってしまうものの、結局雪子との恋が実ることはなかった。上京後に帰省した純が髪を茶髪にしていた際は、強引に髪を黒く染め直す。雪子との失恋後、飯田アイコと結婚することになるが結婚式の最中にアイコが流産。その結果、自分の子を持つことが出来なくなったことで過度に牧場経営にのめり込むようになる。清吉の死後は牧場の規模拡大に勤しむが、強引なやり方と不遜な態度は純たちの反感を買うようになり、農業経営の方針を巡り五郎とも陰で対立する。螢が黒木の子を身ごもっていることを知り、熟考の上でかねてから五郎への恩義と螢への思慕を抱く正吉に螢との結婚話をもちかける。結果的に草太の策略が功を奏し、正吉と螢が結婚することになる。二人の結婚を自分の事のように大喜びし、当人たちの意向を無視して結婚式を全面的に仕切ろうとする反面、螢の秘密を和夫に漏らしてしまう。そうしたデリカシーの無さや変貌ぶりを草太を先輩と慕う寛次からも責められる。市の臨時職員という不安定な立場で所帯を持つことさえ覚束ない純や自衛隊からの除隊後は重機作業員をしている正吉を自分の下で働かせ、やがては後継者にしようと画策するが、言葉の端々に純が誇りを持つ清掃作業員への蔑視や五郎への反感を覗かせ陰口を叩くようになっていた。五郎が目をかけ有機農法を教えていた完次に経営規模の拡大を持ちかけながら、疫病が発生するや農薬散布で土地を台無しにし、完次の経営が傾くと負債を盾に土地を巻き上げるなど追い詰める。やがて、自殺未遂を起こした完次が離農で手放したトラクターを安値で買い叩き、夜逃げした完次夫婦の家から新婚祝いの品である家具を粗大ゴミとして処分。完次の残した新築の空き屋を正吉と螢の新居にあてがおうとするなど惨い仕打ちを行う。買い叩いたトラクターの運搬を幼馴染みの悲劇に心を痛める純に手伝わせようとしたことが決定打となり、純から拒絶される。手伝いをあてこんでいた純から拒否され、一人でトラクターの運搬を行うがカーブで荷崩れし、それを荷台に載せ直す作業中に横転したトラックの下敷きとなって死亡する。
草太の死後、表面的には順調な牧場経営の陰で借金が大きく膨らんでおり、不安に対する強がりと自負心が人格を変えるほどだったと発覚する。共同牧場の経営破綻は麓郷の組合全体の問題として草太の遺志を盾に半ば強引な形で年若い素人である純と正吉に押しつけられた。五郎、純、螢を家族と思ってその幸せを心から願っていたが草太の死は純に自責の念を抱かせ、やがては五郎の家族たちを巻き込み破滅させることになる。「遺言」ではしばしば純や螢の夢枕に立つようになる。
飯田（北村） アイコ（いいだ（きたむら）あいこ）
演 - 美保純
広介の姉で、つららの友人。札幌や福岡で働いていたことがありその後富良野へ戻ってきて農協の作業場で働いている。後に草太の妻となる。「遺言」では正子と共に富良野から消えたことが語られている。
北村 清吉（きたむら せいきち）
演 - 大滝秀治
愛媛県上浮穴郡面河村（現在の同郡久万高原町）出身。1928年、地元が大水害にあったため一家で麓郷へ移住してくる。五郎の父方の伯母の子で五郎の従兄。草太の父親。八幡丘で共同牧場を経営している。1941年田所きよと結婚、1944年北支へ転戦。1945年栄養失調からくる肝炎できよ死去。1946年、シベリア抑留からから帰国。1948年、松井正子と再婚。5人の男子をもうけるが(長男功一のみきよとの子)、三男稔炭鉱事故で亡くなっている。草太と末っ子を除いてみんな家を出て行ってしまい、牧場の経営が悩みのタネ。普段は寡黙であまり喋らないが、時折みんなを黙らせてしまうほど説得力のあることを言う。杵次の葬儀では杵次の悪口を言った親戚を涙ながらに非難した。
ドラマへの登場は「'92 巣立ち」が最後で「'95 秘密」では草太の口から「少しボケてきた」と言われている。「'98 時代」での正吉と螢の会話から1年前に他界していたことが語られ、遺影のみの登場となった。
北村 正子（きたむら まさこ）
演 - 今井和子
草太の母（清吉の妻）。五郎が帰省し、廃屋に住むことになった際には否定的だった。草太の遺した牧場を純と正吉が受け継ぐことを了承するが「時代」では跡取り息子を失うという悲運に見舞われ「遺言」では牧場倒産後、アイコとともに富良野を去った。

### 中畑家
中畑 和夫（なかはた かずお）
演 - 地井武男
五郎の同級生で幼馴染み。純と螢からは「中畑のおじさん」と慕われる。
「中畑木材」や「中畑畜産」の経営者。純たちの養育・五郎への仕事の斡旋、など、様々な面で五郎たちの世話をしており、家族ぐるみの付き合い。スナックでは自分を悲劇の主人公にして架空の話をするという一面もあり、こごみからは「悲劇サン」と呼ばれていた。
明るくお調子者で面倒見が良い反面、口が軽いせいで舌禍を起こすことも多い。
「遺言」では妊娠したすみえが婚約者の正彦を連れて富良野に戻ったことを、愛娘の螢が全く同じ状況に置かれても快く受け入れた五郎相手にこぼす。陽気なインテリで上から目線に夢を語る正彦を苦手にする。みずえの癌が早期発見で事なきを得たことに安堵していたが、やがて検査で再発が発覚。医師から余命を宣告され、塞ぎがちになる。雪子を訪ねて富良野に滞在していた大介が出会い系で知り合った彼女との交際を五郎に注意され、逆ギレした際に軽々しく「愛」を口にしたのを聞くに堪えかねて殴打し、携帯を川に投げ捨てる。いつにない和夫の態度をいぶかった五郎にみずえの死期が迫っていることを打ち明ける。そうした事情ですみえと正彦の結婚と新居完成の予定が前倒しになり、五郎たちの協力を仰ぐ。だが、闘病生活で変わり果てたみずえを周囲の人々に見せまいとし、五郎の尽力で完成したすみえの新居にみずえを連れて訪問したのが最後の想い出となって死別した。通夜の席から抜け出して一人新居でむせび泣く様を心配した五郎と純に発見される。
中畑 みずえ（なかはた みずえ）
演 - 清水まゆみ
和夫の妻。純と螢からは「中畑のおばさん」と慕われる。
料理はうまいが躾には厳しい。純と螢を我が子同然に育てており、成長を見守っている。
「遺言」ではすみえと正彦の結婚を全面的に歓迎し、正彦の意向で新居が五郎の作る廃品再利用の家になることに賛成。完成を心待ちにしていた。検査で癌の再発が発覚。自宅で倒れて救急搬送され螢の働く市民病院に入院し闘病生活を送る。衰弱して変わり果てた姿となった後、五郎の羅臼訪問中に他界した。娘の結婚式に出席出来る状態ではなく、3人が撮った記念写真と家族だけでひっそりと行った新居訪問が最後の想い出となった。
中畑（清水） すみえ（なかはた（しみず）すみえ）
演 - 塩月徳子（第2話 - 第8話・第10話 - 第12話・第15話 - 第18話・第20話・第22話）→中島ひろ子（2002 遺言）
中畑家の一人娘で、純たちとは同級生。分校時代の生徒では最年長だった。
札幌で保育士をやっていたが、結婚を機に富良野へ帰ってきている。
中畑 努（なかはた つとむ）
演 - 六浦誠
中畑の甥っ子。夏休みに、母と一緒に富良野へ遊びにやってくる。持ってきたパソコンの自慢をしたり、五郎の悪口を言ったりと、嫌味ったらしい性格をしている。純と正吉とともに、空知川で草太のいかだを勝手に動かして遊んでいるうちに、転落して溺れてしまう。助けられるが、濡れた服を乾かしている際に、正吉がパソコンの本を盗んだことを指摘したため、逆上した純と正吉に全裸にされ、河原に放置される。その際に雨に打たれ、軽い肺炎に罹った。正吉は彼のことを「富良野に来た頃の純に似ていた」と表現した。
中畑 ゆり子（なかはた ゆりこ）
演 - 立石凉子
中畑の妹で努の母。東京で病院の掃除婦(ママ)をしている。夫とは夕張で死別している。兄に五郎との再婚を持ちかけられて富良野に来たが、その話はうやむやになったようである。

### 吉本家
吉本 つらら（よしもと つらら）
演 - 熊谷美由紀（現・松田美由紀）
麓郷のJAで働いており、将来草太と結婚を約束していたが、草太が雪子に出会ってからはないがしろにされる。それが元で家出し、札幌で風俗嬢になってしまった。トルコ(当時)の名前は「夢枕」で源氏名は「雪子」。アイコによるとつららとはちょくちょく会っており、富良野に帰るアイコに対し「幸せにやっているから心配しないで」と伝言するシーンがある。結婚して子供も産むなど幸福に暮らしており、アイコによると旦那さんは神のように良い人らしい。
吉本 友子（よしもと ともこ）
演 - 今野照子
辰巳の妻。連続シリーズの他、「83冬」「84夏」「89帰郷」「92巣立ち」にも出演。
吉本 辰巳（よしもと たつみ）
演 - 塔崎健二
つららの兄。五郎に出稼ぎで麓郷を離れる際に留守中の事を頼まれるなど、五郎の信頼できる友人。北村家とは共同牧場を共に営む間柄。妹の家出に際しては草太を殴りつけた。連続シリーズの他、「83冬」「84夏」まで出演。

### 笠松家
笠松 正吉（かさまつ しょうきち）
演 - 中澤佳仁
1971年11月生まれ。父の貞夫は1974年に札幌へ出たまま出奔(ママ)し翌年離婚している。純の同級生で、無二の親友。何度か確執はあったが、かけがえのない存在で草太と同様に純と螢を実の兄妹のように思う。幼少期はひょうきん者でおちゃらけていたが、成人後は寡黙かつ真面目で誠実な青年に成長する。母・みどりが旭川で水商売をしていて普段は不在のため、祖父・杵次と一緒に暮らしていた。杵次の死後はみどりと一緒に富良野を離れるが、「'83冬」で家出。みどりが借金から逃れるために奔走している間、黒板家に居候するようになる。黒板家で迎えた正月に純と螢には沢山の年賀状が届いたのに正吉宛は一通もなかったことを螢が気遣い正吉宛の年賀状を送ったことに感謝し、それがきっかけで螢に思いを寄せる。純と共に五郎を迎えに行ったときに火の不始末が原因で丸太小屋を全焼させてしまい、事情聴取の際純は何も話さなかったため一人罪を被ることとなってしまう。その後、旭川、室蘭、札幌と道内を転々とし、中学卒業と同時に札幌市内の塗装会社へ就職し、工務店を経て、陸上自衛隊へ就職する。「'84夏」で黒板家を去ったあとはしばらく登場しなかったが、「巣立ち」で自衛官となって再登場。富良野線の車内で勇次を訪ねた帰りの螢と再会する。子供たちが巣立ち孤独に暮らす五郎を訪ねて「自分も息子だと思ってますから」と伝え、母の負債と丸太小屋の弁済のため五郎に2万円を渡した。自衛隊退官後は富良野の土木業社「内田工建」に勤め「秘密」で除雪やダム建設の下請けの仕事に就き、純と共同でアパートを借りて暮らすようになる。1991年に、二風谷ダム反対集会で偶然れいと会っている(建設会社の立場から参加しているため正吉はダム反対派だったかは不明。れいは反対の立場で参加している)。富良野に戻りながらも五郎とは疎遠な純にかわり足繁く五郎を訪ね、就職後は富良野から離れて暮らす螢を案ずる。「秘密」ではシンディ・ローパーに似ているシンディ(加藤真由美)という彼女と付き合っていた。「時代」で螢が黒木の子を身ごもり札幌で暮らしていることを草太から聞き知り、螢との結婚を勧められる。螢を訪ねてプロポーズするが申し出を拒否される。みどりに相談に行った際に「百万本のバラ」の歌になぞらえて花を贈ることを勧められ、周囲に嘲笑されつつも自分なりの形で実行して螢を説得。純への報告に際し、仕事で旭川を訪れた際に黒木と別れた螢と「できて子供を孕ませた」と嘘をつき、純から殴られ罵倒される。相手が螢だとは知らなかったみどりからも殴られ罵倒されるが、三人で五郎への報告も行い涙ながらに歓迎された。兄のように慕う草太の変貌ぶりに純と同様に心を痛めていたが草太の死後、その遺志に沿った形で螢と挙式を挙げる。草太の牧場を継ぎ、名目上のトップとして純と共に尽力するが業績悪化を噂されて経営に行き詰まり、古参の社員にも見捨てられ、債権者である農協の差し押さえに遭い純と共に失意のうちに富良野を追われる。「遺言」では螢と快に迷惑をかけまいと純にさえ居所を告げず出稼ぎに出ていた。純とは違い真面目に借金返済を続けた。人里離れた岐阜の現場で働いた後、栃木の現場に移る際に住所も知らせたことで螢は快を連れて正吉と暮らすことを選ぶ。
「遺言」では過去のシーンと、螢、快と共に写っている写真、声のみの出演となった。
笠松 杵次（かさまつ きねじ）
演 - 大友柳太朗
正吉の祖父。かつては「仏の杵次」と呼ばれるほど温厚な人柄だったが、妻の死後、偏屈になっていった。
よく嘘を吐いていることから近所からは「へなまずるい」と後ろ指を指されている。五郎にも「五郎の父親に金を貸し、そのカタに、今、五郎達が住んでいる辺りの土地を譲り受けた」など苦言を呈している。古い考えの持ち主でもあり、周囲からの評判はすこぶる悪くそのことで気まずくなる正吉の姿もよく描かれている。麓郷でも少なくなった馬を飼っていることも「お金の無駄」と悪口を言われていた。
経済的に苦しくなり、馬を手放し、その夜、五郎の元を訪ねたのちに酔ったまま自転車を運転していたため橋から転落し、死亡した。通夜でも家族から悪口を言われていたが、清吉だけは彼のかつての苦労を知っており、彼の悪口を言う者を涙ながらに非難した。
純と雪子が吹雪で遭難しかけたときには自分の馬で救出に出かける、北電に黒板家の電気設営をお願いする、螢が可愛がっていたキツネが杵次の仕掛けた罠にかかってしまった時には素直に螢に謝罪する、螢と一緒にいっしょにお手玉をして遊ぶ、正吉に木の上の小屋を作ってあげるなど根は決して悪くはない。五郎に対しても「あいつはいい奴だ」と言っていたことを、死後、正吉が純に語っている。
笠松 みどり（かさまつ みどり）
演 - 林美智子
五郎の幼馴染みで同級生。正吉の母。旭川の水商売で生計を立てている。他に兄二人弟二人がおり、土建業の夫とは離婚している。
金にだらしなく「'83 冬」では博打で作った借金を保証人の五郎にかぶせて逃亡。五郎はそのせいで土地を失いかけるハメになるが、一貫してみどりのことはかばい続けた。しかし中畑からは「二度と顔を見せるな」と追い返される。「'84夏」でも登場。
「'98 時代」では札幌に自分の店を持っており、螢への求婚に悩む正吉を前述のように焚きつける。
だらしない生活を続けているが、五郎への恩義には感じ入っており、螢を妊娠させたものと思ったため、正吉と螢の結婚に際しては五郎と純へひたすら詫び続けた。

### その他
松下 豪介（まつした ごうすけ）
演 - 南雲佑介
中畑木材で働いている若い衆。口数は少ないが、五郎の作業もよく手伝ってくれ、丸太小屋の完成にも一役買った。宮沢賢治が好き。髭もじゃで、まるで熊のような外見をしているため、あだ名は「クマさん」。テレビシリーズから数多く登場していたが、ドラマへの最後の出演は「巣立ち」。
中川（なかがわ）
演 - 尾上和
中畑木材で働いている若い衆。連続シリーズの他、「83冬」まで出演。
時夫（ときお）
演 - 笹野高史
草太の友人で、青年団の「農村花嫁対策委員」。「'98時代」では草太の遺志を継ぎ、螢たちの結婚式を盛大に行おうとした。「時代」まで出演。
成田 新吉（なりた しんきち）
演 - ガッツ石松
五郎の同級生で幼馴染み。草太が通っているボクシングジムの会長。「遺言」で五郎に遺言を書くことを勧める。
宮田 寛次（シンジュク）
演 - 布施博
富良野で電気工事会社に勤める。かつて、東京の新宿で悪名を馳せたことがあるため、「シンジュク」というあだ名で呼ばれている。機械を見ると何でも分解してしまう純には辟易している。草太のことを「先輩」と慕っており弟分として振る舞う。真面目で心優しい性格で周囲への気配りも出来るしっかり者で草太やみずえの葬儀に際しては遺族に代わって式の手配をしている。和夫たちがみずえを連れ完成した新居を訪問した際は居合わせながら姿を隠し、みずえの通夜で五郎に打ち明けた。
川島 竹次（かわしま たけじ）
演 - 小松政夫
草太の友人。つららの件で草太に忠告をする。草太の結婚式の総合司会を任せられる。
飯田 広介（いいだ ひろすけ）
演 - 古本新之輔
「初恋」より出演。純の同級生で仲のいい三人組の１人。おちゃらけた性格。「秘密」以降は実家で農業をして働いているが、アイコが結婚してからは北村牧場へも手伝いに行っていた。
中津 チンタ（なかつ ちんた）
演 - 永堀剛敏
「初恋」より出演。純の同級生で仲のいい三人組の１人。片想いの相手・れいと、親友の純が会っているところに偶然出くわしてしまい、ショックのあまり翌日学校を休むが、すぐに純と和解する。「秘密」では農業を継がず、警察官になっている。のち「時代」まで登場。
こごみ
演 - 児島美ゆき
富良野市街にあるスナック「駒草」のホステス。いかだ下り大会で五郎と出会い懇意になる。過去には中畑ら富良野の男性達とも関係があった。「84夏」では帯広に住む内地の男性と結婚しかけたが、相手に妻がいることを知り購入した桐のタンスのみが手元に残ったことを告白する。「92巣立ち」にも登場。
井関 利彦（いぜき としひこ）
演 - 村井国夫（現・村井國夫）
雪子のかつての不倫相手。一度は雪子と別れるも、結局妻と離婚し雪子と結婚する。しかし数年後には再び不倫に走り、雪子とも離婚。連続シリーズの他「84夏」「帰郷」にも登場。

### テレビ連続シリーズ
向田 順子（むこうだ じゅんこ）
演 - 高橋のぞみ（第3話 - 第7話・第12話・第15話 - 第17話）
分校の生徒。
本田 好子（ほんだ よしこ）
演 - 宮本信子（第4話・第17話）
令子の友人の弁護士。五郎と令子の離婚調停のために富良野を訪れる。
喫煙者。その煙草を吸う姿が純には過去の令子と重なって見え、令子からの電話に出ることを拒否するきっかけになった。
刑事
演 - 蟹江敬三（第11話）
人を殴った草太を取り調べた刑事。富良野高校卒。草太とは高校時代から喧嘩していた間柄だった。この取調べの最中、つららが家出したとの一報が入る。
吉野 信次
演 - 伊丹十三（第13話・第14話・第23話）
令子の学生時代の友人で、不倫相手。令子の発病時には純に東京への帰居を勧めてきた。但し「北の国から全話収録DVDマガジン」第1号によると、立教大学を卒業した雪子が就職した出版社の上司が吉野で令子に紹介したとなっている。純いわく「嫌いじゃない」。
令子が五郎と離婚した後は、本気で令子との再婚を考えていた。前妻とは死別していて、子供は男児が2人いる。過去にボクシングをやっていた。
ミヤコ
演 - 藤田淑子（第13話・第23話）
雪子の東京の友人。雪子が令子の病状を相談した際、元看護婦の経験から転院を勧めた。
巡査
演 - 斎藤晴彦（第14話）
黒板家が東京で暮らしていた頃、五郎がごみ捨て場から拾って修理した自転車の件で黒板家を訪ねた。五郎と意見が食い違い、口論した。
立石
演 - 矢田稔（第15話・第17話）
中の沢本校の教師。凉子先生に代わって授業を行った。
凉子先生の東京での問題には同情的だったが、「（生徒に接する日頃の態度には）少し気をつけたほうがいい」とアドバイスした。
向田
演 - 石井愃一（第15話・第16話）
向田順子の父。
向田
演 - 岡本麗（第15話・第16話）
向田順子の母。
ママ
演 - 羽鳥靖子（第18話 - 第22話）
富良野市街にあるスナック「駒草」のママ。
前田
演 - 梅野泰靖（第23話）
令子と雪子の伯父。令子の葬式にあまり滞在しなかった五郎に文句をつける。
弘子
演 - 上月左知子（第23話）
令子のいとこ。
小山
演 - 小野武彦（第23話）
吉野の友人。お葬式のエキスパート。
警察官
演 - 平田満（第23話）
純と螢が捨てられた靴を靴屋の店頭で探している時に声を掛け、一緒に探す。
小川
演 - 大林隆介（最終話）
純の元担任。

### '83冬〜
沢田 松吉（さわだ まつきち）
演 - 笠智衆
かつて、豆の栽培で大成功し「豆大尽」と呼ばれたほどの名士。上京して事業をやっていたが、ふらりと富良野へ帰ってくる。五郎の借金の返済に自分の山を売ってお金にしようなどと気前のいいことを言うが、実はボケており、都合のいいことだけを覚えていただけだった。上京時には家族皆を放り投げ苦労をかけるなど、ひどいことをしていたらしい。孫の妙子に事実を突きつけられても信じようとせず、雪の降る中で再び豆の栽培で稼ごうと雪に豆を撒いていた。
沢田 妙子（さわだ たえこ）
演 - 風吹ジュン
沢田松吉の孫娘、ラーメン屋で働いている。一時は草太が懇意にしていた。
水沼 什介（みずぬま じゅうすけ）
演 - 木田三千雄
「豆大尽」時代の松吉を知る幼馴染で、帰郷時には世話役をした。歓迎会ではバイオリンを弾いてもてなす。
和泉会長
演 - 奥村公延
麓郷振興会会長。五郎が背負った借金の解決策を決めて報告に訪れる。

### '84夏〜
ラーメン屋の店員
演 - 伊佐山ひろ子
駅で正吉を見送った後、五郎たちが閉店間際に入ったラーメン屋の店員。店を早く閉めたくてイライラしており、五郎が代金を払うなり食べかけのラーメンを下げようとする。五郎の名台詞「子供がまだ食ってる途中でしょうが!!」は、彼女に対して向けられた言葉。ただし設定では「彼女は母子家族で、早く家に帰って子供にご飯を作らなければならないためああなった」「子供が2人いて、早く帰らないと預けている先にも迷惑がかかる」と倉本は語っており、また画面上では別の女性店員一人が確認できる。
今井巡査
演 - 粟津號
警察署で純と正吉から火事の取り調べをする。

### '87初恋〜
中津
演 - レオナルド熊
チンタと完次の父。農業を営んでいたが、農薬と化学肥料の使い過ぎで土地を痩せさせ、荒天による豪雨で作物もろとも畑を流失し、多大な損害を出してしまう。その後は登場しないが「時代」では完次が逆に有機農法に失敗し「(親父はどうした)親父は勘弁してください」「俺の土地は全部諦めていいです。親父の・・・じいさんからずっとやっていた土地だけは」という完次の台詞がある。その後完次とツヤ子の連名で離農する張り紙をしたが、父親が富良野を去ったのかどうかは不明。
大里 政吉（おおさと まさきち）
演 - 坂本長利
れいの父親。純が風力発電を造る手助けをする。手広く農業を営むが、偏屈な変わり者として知られており、近所の農家仲間からは「へなまずるい」と距離を置かれている。日頃から農薬と化学肥料ばかりに頼る中津に対してそれを諌めており、雨で畑が流され大きな損害を出してしまった中津のために連帯保証人になる事を拒否する。小豆を冷害から守るために燃やす古タイヤを運搬する際に、後方確認が不十分なままトラックをバックさせ、誤って妻を死なせてしまう悲劇に見舞われた。結局、冷害によって栽培していた小豆が全滅。誰にも頼ることなく夜逃げをした。「帰郷」ではどこかで生きているとれいの口から語られている。
大里 政吉の妻　
演 - 小林トシ江
夫のトラックに轢かれて死亡する。
先生
演 - 鶴田忍
トラック運転手
演 - 古尾谷雅人
純が上京する際、便乗させてもらった長距離トラックの運転手。五郎が謝礼として支払った「泥のついた壱万円札」2枚を「記念にとっとけ」と純に返す。

### '89帰郷〜
エリ
演 - 洞口依子
純に盗難バイクを売りつけたヤンキーを紹介した少女。不良っぽい外見をし世間や仲間からも少し外れた子として見られているが、純が宝物にしていた「泥のついた壱万円札」を紛失した際には一緒になって探すなど、とても優しい一面を持つ。兄は暴走族の幹部で、ヤクザともつながりのある模様。
勇次の伯母
演 - 正司照枝
列車の中で偶然勇次と会い、「早く東京へ行かなきゃダメよ」とお節介を焼く。
赤塚 満治
演 - 矢野泰二
純の定時制高校の同級生で、同じ自動車整備工場で働いている。通称「アカマン」。沖縄県出身。両親は健在だが、母は病に侵され余命幾許もない。水谷に借金したせいで、辛い目に合わされている。借金の穴埋めをするために50ccのバイクを借金のかたに取られた上、純が大切にしていた「泥のついた壱万円札」を二枚とも盗んでしまう。
竹内先生
演 - 井川比佐志
螢が働いていた肛門科の医師。
水谷
演 - 水上功治
自動車整備工場で働く純の先輩。後輩社員に対して高利貸しのような真似をし、アカマンを追い詰めていた。紛失した「泥のついた壱万円札」を探すために勝手に彼のロッカーを開けた純に対し制裁を加えるが、逆ギレした純にバールで殴られ、大怪我を負う。純はその事で警察に捕まって工場をクビになる。
田沢良一
演 - 大場朋之
21歳。盗んだバイクを純へ売りつけた張本人。

### '92巣立ち〜
タマコの叔父
演 - 菅原文太
豆腐屋を営みながら、鹿児島から上京してきたタマコを預かっている。道路開通のための区画整理を拒むなど頑固者。タマコを妊娠させたことで謝りに来た純を殴る。
財津医師
演 - 北村和夫
富良野市街にある「財津医院」の医師。五郎は螢をここで働かせたく承諾も得るが、螢は札幌の病院で働くために断る。
加納 金治（かのう きんじ）
演 - 大地康雄
五郎が弟子入りする大工の棟梁。五郎が屋根から転落して死にかけた際、パニックに陥る螢を「お前看護婦の卵だろ! こういう時はどうすればいいんだ?!」と、叱責した。
井関 大介（いぜき だいすけ）
演 - いしいすぐる、沢木哲（2002 遺言）
雪子の一人息子。「巣立ち」では雪子に連れられて五郎の元へ遊びにやってくる。雪子の離婚後は夫側に引き取られた。幼い頃は明るい性格だったが、「遺言」で久しぶりに富良野を訪れたときは、ほとんど口をきかず出会い系で知り合った顔も知らない彼女とメールばかりしていた。
高木
演 - 渡部篤郎
純の東京時代の同級生。司法試験を目指し、将来検事になることを考えている。
中井
演 - 渡辺航
ガソリンスタンドで最初に純と再会した小学校時代の同級生。慶應義塾大学へ通っている。純のために同窓会を開くことを提案してくれる。尚、カットされたシーン(シナリオ本)では、バーへ行く前に同級生の玉川が勤めるサーファーズ・ショップに同級生が集合してから食事へ行くシーンとなっている。
ユカ
演 - 柴山智加
純の小学校時代の同級生で小学生の時はベソベソ泣いてばかりいた。慶應義塾大学へ通っている。レストランで妊娠検査薬のことを話している。
ビデオ屋の男性
演 - 石丸謙二郎
純がタマコに勧められた映画のビデオを借りに行ったビデオ屋の店員。その後、純の悪夢に登場する。

### '95秘密〜
黒木夫人
演 - 大竹しのぶ
螢の不倫相手、黒木光彦の妻。螢が実習で働いていたとき螢を担当した北部大附属病院の看護婦長(ママ)。夫と螢の所在を聞くため、五郎の元を訪れる。
黒木光彦
演 - なし
画面には登場せず。「秘密」では「43歳8か月」と螢の口から語られている。北部大病院の外科医師。快の実の父親。チェロを弾くことが趣味。大学時代は空手部に所属。人づきあいが下手で病院で孤立し評判は悪いものの手術では名人。東京にいた時も女性問題を起こしている。
黒木 久（くろき ひさし）
演 - 井筒森介
黒木光彦の息子。父親を探しに、友人を連れて純が住むアパートを訪ねる。
久の友人
演 - 野村祐人
小心者の久とは正反対で血の気が多く、純たちに食って掛かる。靴を履き忘れて帰っていった。

### '98時代〜
シュウの次兄
演 - 上杉祥三
シュウの姉
演 - 筒井真理子
シュウの家族
演 - 山本龍二
小沼 周吉（こぬま しゅうきち）
演 - 室田日出男
シュウの義理の父親。上砂川在住の元炭鉱夫。口下手だが、カラオケが好き。
中津 完次（なかつ かんじ）
演 - 小野田良
チンタの兄。五郎の影響で有機農業を始める。努力の甲斐あり畑にミミズが戻ってきたと喜ぶが、後に畑に疫病を発生させてしまい草太に農薬を撒かれてしまう。草太の勧めで農地を拡張する一方で、金のかかる有機農業に没頭した結果借金が膨らんでしまい、日頃から有機農業に反対していた草太に責められ、農事組合からも見放されて離農を余儀なくされ、自殺未遂を起こす。その後富良野から姿を消した。
中津 ツヤ子（なかつ つやこ）
演 - 小池美枝
完次の妻で元々はチンタと付き合っていた。完次と共に富良野を去る。結婚前まではのちに雪子が勤めるニングルテラスで働いていた。
スナックの男性
演 - 平泉成
完次の件で、草太に絡んできた男性。

### 2002遺言
高村 吾平（たかむら ごへい）
演 - 唐十郎
結の義父で、弘の父。羅臼港の魚類加工会社「高村水産」の経営者。トド撃ちの名人で通称トド。弘と事実上離婚状態になった後も、結を我が子のように可愛がっている。かつて結にちょっかいを出した漁師の男をボコボコに殴り半殺しにして流氷の海へ叩き込んだこともある。冬の海で遭難しても流氷の上を歩いて帰ってきてしまうほど生命力の強い男性。
高村 弘（たかむら ひろし）
演 - 岸谷五朗
1965年2月14日生まれ。結の夫。釧路のナイトクラブ「エデン」で働く榎本カオリに入れあげ、結を残して家を出てる。二年ほど釧路で暮らしていたがある日フラリと戻ってくる。凶暴な性格で、自分の留守中に結と交際していた純を仲間と襲撃する。
峰岸 八郎（みねぎし はちろう）
演 - 浜松朝男
トドの漁船の船長。通称・ジイヤン。トドと共に遭難する。
笠松 快（かさまつ かい）
演 - 西村成忠（中嶋朋子の実の息子）
螢の長男。父親は正吉ではなく、黒木光彦である。
清水 正彦（しみず まさひこ）
演 - 柳葉敏郎
すみえの夫で、中畑木材の跡継ぎになる予定の人物。北海道大学出のインテリで、口癖は「いい質問です!」。捨ててあるもので家を作った五郎を尊敬している。
佐久間 拓郎（さくま たくろう）
演 - 平賀雅臣
熊倉 寅次（くまくら とらじ）
演 - 春海四方
木本医師
演 - 佐戸井けん太
みずえの主治医。
三沢老人
演 - 高橋昌也
純と正吉が継いだ牧場の借金を肩代わりしてくれた恩人。寝たきりの状態になっている。通称三沢のじいさん。
三沢老人の家族の女性
演 - 根岸季衣
純からの借金返済が滞っていることで、螢を責める。
山下先生
演 - 杉浦直樹
五郎や成田が書く遺言の添削をしてくれる先生である一方、家造りでは五郎に弟子入りする。元・布礼別中学校校長。

## 登場した家
|   | 通称名         | 使われた作品(出典DVD)        | ドラマでの展開           | 備考 | 現存・復元地       |
| - | -------------- | ---------------------------- | ------------------------ | --- | ------------------ |
| 1 | 最初の家       | TVシリーズ1話～最終話        | 台風で屋根が半分飛ぶ     | かつて五郎が両親と住んでいた家。石の家近くの農道脇に建てられていた。                                                                     | 五郎の石の家(復元) |
| 2 | 丸太小屋       | TVシリーズ最終話・83冬・84夏 | 火事で焼失               | 現在の石の家近くでロケが行われておりドラマで燃やした家は別の場所でセットを作り火事にした。劇中使用された家はドラマ終了後麓郷の森へ移築。 | 麓郷の森(移築)     |
| 3 | 廃屋           | 84夏・初恋・帰郷             | 雪で倒壊                 | 純の風力発電 | 麓郷の森(復元)     |
| 4 | 仮の家         | 巣立ち                       | 新丸太小屋建設までの仮住 | 純の妊娠騒動で丸太売却。ドラマ中では言及されていないが麓郷木材のおがくず小屋という設定。                                                 | 拾って来た家の街   |
| 5 | 石の家         | 時代・秘密・遺言             | 五郎が住んでいる         | 拾ってきた石 | 五郎の石の家       |
| 6 | 雪子の家       | 遺言                         | 雪子が住んでいる         | アトリエ兼用 | 拾って来た家の街   |
| 7 | すみえ夫婦の家 | 遺言                         | 住んでいるか不明         | 完成途中でドラマ終了 | 拾って来た家の街   |
| 8 | 純と結の新居   | (シリーズ中には登場せず)     | 二人が住んでいる設定     | ドラマ終了後に完成 | 拾って来た家の街   |

## スタッフ
- 原作・脚本 - 倉本聰
- 音楽 - さだまさし
- 演出 - 富永卓二・杉田成道・山田良明（連続ドラマ）、杉田成道（SPドラマ）
- 演出補 - 阿部久（連続ドラマ）・笹本泉（連続ドラマ - 『'87初恋』）、花田深（『'84夏』）、小椋久雄（『'89 帰郷』）、本間欧彦（『'89 帰郷』）、中江功（『'89 帰郷』）石田周（『'89 帰郷』『'92巣立ち』）、田島大輔（『'92巣立ち』）、臼井裕詞（『'92巣立ち』）、佐々部清（『'95秘密』 - 『'98時代』）、小林和宏（『'95秘密』 - 『2002遺言』）、武内英樹（『'95秘密』）、梅原紀且（『'98時代』）、平井秀樹（『2002遺言』）
- 記録 - 石塚多恵子（連続ドラマ）、赤星元子（『'92巣立ち』 - 『2002遺言』）
- 技術 - 佐藤実、堀田満之、杉野有充
- 撮影 - 竹越由幸[注 38]、森田修、白戸義之、河野敬麿、下門照幸、小野亮
- 映像 - 五十嵐万治、橋本和司、小沢健二、皆川慶助、金森健彦
- VTR - 森田繁夫、中田安優、小幡成樹
- 照明 - 本間利明、河島美晃、高橋次男、菅原昇
- 編集 - 小泉義明（連続ドラマ - 『2002遺言』）、小池克己（『記憶』）、奥村克利（『2002遺言』）
- MA - 高橋誠一郎（『記憶』 - 『2002遺言』）
- 音声 - 西田貞夫
- 音響効果 - 篠沢紀雄、辻田昇司
- 視覚効果 - 中山信夫、伊藤勝雄
- スチール - 島田和之
- ハイビジョンアドバイザー - 皆川慶助、森武司（『'95秘密』）
- 美術 - 藤森信之、根本研二、梅田正則
- 美術制作 - 的場忠
- 美術進行 - 一色隆弘、内村和裕
- タイトル - 川崎利治、山形憲一
- 大道具 - 山県昭三、小林正
- 装飾 - 相馬徹、田原真二
- 持道具 - 大里誠一、梅沢博
- 衣裳 - 萱田典弘、本間邦仁
- メイク - 大田修、佐藤宏恵
- 車輌 - 佐藤忠幸
- 広報 - 石田卓子（『'87初恋』 - 『2002遺言』）
- プロデューサー - 中村敏夫、富永卓二（連続ドラマ）、中村敏夫（『'83冬』 - 『'84夏』・『2002遺言』）[注 39]、山田良明（『'87初恋』 - 『'98時代』）[注 40]、清野豊（『'92巣立ち』 - 『'95秘密』）、笹本泉（『'95秘密』 - 『'98時代』）、杉田成道（『2002遺言』）
- アソシエイトプロデューサー - 横山隆晴（『2002遺言』）
- アシスタントプロデューサー - 笹本泉（『'92巣立ち』）、塚田洋子（『'95秘密』 - 『2002遺言』）、玉田祐美子（『記憶』）

### 制作協力
- 北海道富良野市
- 北海道文化放送
- 国鉄北海道総局→北海道旅客鉄道株式会社
- 麓郷木材工業（仲世古善雄）
- 東亜国内航空→日本エアシステム（現・日本航空）
- 富良野プリンスホテル（連続ドラマ - 『'87初恋』）
- 新富良野プリンスホテル（『'89帰郷』 - 『2002遺言』）
- 北海道目梨郡羅臼町（『2002遺言』）
- フジクリエイティブコーポレーション（『2002遺言』）

## 音楽

### 主題歌
| 曲名                           | 作曲       | 編曲       | 歌         | 補足 |
| ------------------------------ | ---------- | ---------- | ---------- | --- |
| 北の国から〜遥かなる大地より〜 | さだまさし | さだまさし | さだまさし | この主題歌や劇中BGM『純のテーマ』等のサウンドトラックは、バラエティ番組等で北海道でのシーンのBGMや北海道日本ハムファイターズの応援団に使用されるなど、北海道を象徴する楽曲となっている。 当初さだはこの曲に歌詞をつけようとしたが、倉本からこの曲には言葉はいらないと言われたことをうけて、スキャットに変更してほぼ即興で完成に至った。 |

### 挿入歌
第1話は喫茶店の中で流れる、スメタナ『我が祖国』の第2曲『ヴルタヴァ（モルダウ）』の旋律で始まる。
メインテーマ以外にもドラマで使用されたギターサウンドは、当時さだまさしツアーのメンバーだったギタリストの坂元昭二が手掛けている。
さだ担当のサウンドトラックとは別に多数の楽曲が使用された。ジャンルは、クラシック音楽やフュージョン、J-POP、演歌と幅広く、連続ドラマ時代には比較的中島みゆきの楽曲が多く使用されていた。
- 杵次が死んだ後、五郎宅で食事を終えたみどりが五郎に「中島みゆきの『異国』っていう歌知ってる?」と語り掛け、歌詞の一部を言う場面がある。
- 『'87初恋』では、尾崎豊の楽曲が多用されている。倉本が吉岡秀隆に「最近の若者に人気のある歌手を教えろ」とリサーチしたところ、吉岡から強く勧められたのが尾崎であった。倉本は尾崎の存在を知らなかったが、吉岡に贈られた尾崎のカセットテープを聞いて楽曲を気に入り、本作での採用が決まった[109]。特に、「I LOVE YOU」はその後何度も使われ、純の恋愛を描く上で象徴的な挿入歌として、『北の国から』と切り離せない存在である。
- 『'89帰郷』で、勇次（緒形直人）と螢（中嶋朋子）が富良野駅で別れるシーンにおいて、長渕剛[注 41]の「乾杯」（1980年レコーディングのオリジナルバージョン）が使用されている。さらに『'92巣立ち』で、五郎（田中邦衛）が「やるなら今しかねえ」と歌った歌は、長渕のアルバム『JEEP』に収録されている『西新宿の親父の歌』である。

| 話   | 曲名                                     | 作詞                                                   | 作曲                                | 編曲                                   | 歌唱者および演奏者               |
| ---- | ---------------------------------------- | ------------------------------------------------------ | ----------------------------------- | -------------------------------------- | -------------------------------- |
| 1話  | 青い珊瑚礁                               | 三浦徳子                                               | 小田裕一郎                          | 大村雅朗                               | 松田聖子                         |
| 1話  | ハッとして!Good                          | 宮下智                                                 | 宮下智                              | 船山基紀                               | 田原俊彦                         |
| 1話  | ROBOT                                    | 松本隆                                                 | 筒美京平                            | 船山基紀                               | 榊原郁恵                         |
| 3話  | ホームにて                               | 中島みゆき                                             | 中島みゆき                          | 福井峻                                 | 中島みゆき                       |
| 4話  | いとしのエリー                           | 桑田佳祐                                               | 桑田佳祐                            | サザンオールスターズ 弦編曲:新田一郎   | サザンオールスターズ             |
| 4話  | フィーリング                             | Morris Albert 日本語詞:なかにし礼                      | Morris Albert                       | 田辺信一                               | ハイ・ファイ・セット             |
| 4話  | 雨のステイション                         | 荒井由実                                               | 荒井由実                            | 瀬尾一三                               | ハイ・ファイ・セット             |
| 5話  | 想い出のフィジー                         |                                                        |                                     | スウィート・ピープル                   | スウィート・ピープル             |
| 6話  | 雪が降る                                 | サルヴァトール・アダモ                                 | サルヴァトール・アダモ              |                                        | サルヴァトール・アダモ           |
| 6話  | スターティング・オーヴァー               | ジョン・レノン                                         | ジョン・レノン                      |                                        | ジョン・レノン                   |
| 6話  | フール・サッチ・アズ・アイ               | ビル・トレイダー                                       | ビル・トレイダー                    |                                        | ハンク・スノー                   |
| 8話  | 恋人よ                                   | 五輪真弓                                               | 五輪真弓                            | 船山基紀                               | 五輪真弓                         |
| 8話  | 倖せさがして                             | たかたかし                                             | 木村好夫                            | 京建輔                                 | 五木ひろし                       |
| 8話  | ふたりの夜明け                           | 吉田旺                                                 | 岡千秋                              | 竹村次郎                               | 五木ひろし                       |
| 8話  | 雨の慕情                                 | 阿久悠                                                 | 浜圭介                              | 竜崎孝路                               | 八代亜紀                         |
| 8話  | 哀愁でいと                               | Andrew Joseph DiTaranto, Guy Hemric 日本語詞：小林和子 | Andrew Joseph DiTaranto, Guy Hemric | 飛澤宏元                               | 田原俊彦                         |
| 9話  | 白銀のテーマ                             | バリー・ホワイト                                       | バリー・ホワイト                    |                                        | バリー・ホワイト                 |
| 10話 | 愛のサンバ                               | バリー・ホワイト                                       | バリー・ホワイト                    |                                        | バリー・ホワイト                 |
| 11話 | とまり木                                 | たきのえいじ                                           | たきのえいじ                        | 薗広昭                                 | 小林幸子                         |
| 11話 | 大阪しぐれ                               | 吉岡治                                                 | 市川昭介                            | 斉藤恒夫                               | 都はるみ                         |
| 11話 | 愛のセレナード                           |                                                        |                                     |                                        | マントヴァーニ・オーケストラ     |
| 11話 | 涙のレター                               | ゲイリー・リッチラス                                   | ゲイリー・リッチラス                |                                        | REOスピードワゴン                |
| 13話 | ライディーン                             |                                                        | 高橋ユキヒロ                        | イエロー・マジック・オーケストラ       | イエロー・マジック・オーケストラ |
| 13話 | フィーリング                             | Morris Albert 日本語詞:なかにし礼                      | Morris Albert                       | 田辺信一                               | ハイ・ファイ・セット             |
| 14話 | 残照                                     | 松山千春                                               | 松山千春                            | 青木望                                 | 松山千春                         |
| 14話 | UFO                                      | 阿久悠                                                 | 都倉俊一                            | 都倉俊一                               | ピンク・レディー                 |
| 15話 | 浮草ぐらし                               | 吉岡治                                                 | 市川昭介                            | 斎藤恒夫                               | 都はるみ                         |
| 17話 | 愛はきらめきの中に                       | ビージーズ                                             | ビージーズ                          |                                        | ビージーズ                       |
| 17話 | ラッパとおじさん (Dear M.Y's Boogie)     | 桑田佳祐                                               | 桑田佳祐                            | サザンオールスターズ 弦管編曲:八木正生 | サザンオールスターズ             |
| 18話 | 空ド白ソ                                 |                                                        | 高中正義                            | 高中正義                               | 高中正義                         |
| 18話 | 愛のセレナード                           |                                                        |                                     |                                        | マントヴァーニ・オーケストラ     |
| 19話 | 髪                                       | 中島みゆき                                             | 中島みゆき                          | 福井峻                                 | 中島みゆき                       |
| 19話 | PROLOGUE                                 |                                                        | 高中正義                            | 高中正義 ストリングスアレンジ:星勝     | 高中正義                         |
| 20話 | PROLOGUE                                 |                                                        | 高中正義                            | 高中正義 ストリングスアレンジ:星勝     | 高中正義                         |
| 21話 | とまり木                                 | たきのえいじ                                           | たきのえいじ                        | 薗広昭                                 | 小林幸子                         |
| 22話 | PROLOGUE                                 |                                                        | 高中正義                            | 高中正義 ストリングスアレンジ:星勝     | 高中正義                         |
| 22話 | 世迷い言                                 | 阿久悠                                                 | 中島みゆき                          | 戸塚修                                 | 中島みゆき                       |
| 22話 | 雨…                                      | 中島みゆき                                             | 中島みゆき                          | 後藤次利                               | 中島みゆき                       |
| 23話 | ツッパリHigh School Rock'n Roll (試験編) | 翔                                                     | タミヤヨシユキ                      | 横浜銀蝿                               | 横浜銀蝿+嶋大輔                  |
| 23話 | 哀愁の高山                               | 竜鉄也                                                 | 竜鉄也                              | 京建輔                                 | 竜鉄也                           |
| 23話 | むかし子供達は                           | さだまさし                                             | さだまさし                          | 渡辺俊幸                               | 渡辺俊幸                         |
| 24話 | エレーン                                 | 中島みゆき                                             | 中島みゆき                          | 後藤次利                               | 中島みゆき                       |

| タイトル            | 曲名                                          | 作詞                                                     | 作曲                                                     | 編曲                               | 歌唱者および演奏者                      |
| ------------------- | --------------------------------------------- | -------------------------------------------------------- | -------------------------------------------------------- | ---------------------------------- | --------------------------------------- |
| 北の国から'83冬     | 野ばらのエチュード                            | 松本隆                                                   | 財津和夫                                                 | 大村雅朗                           | 松田聖子                                |
| 北の国から'83冬     | 雨の慕情                                      | 阿久悠                                                   | 浜圭介                                                   | 竜崎孝路                           | 八代亜紀                                |
| 北の国から'83冬     | 北酒場                                        | なかにし礼                                               | 中村泰士                                                 | 馬飼野俊一                         | 細川たかし                              |
| 北の国から'83冬     | 待つわ                                        | 岡村孝子                                                 | 岡村孝子                                                 | 萩田光雄                           | あみん                                  |
| 北の国から'83冬     | 異国                                          | 中島みゆき                                               | 中島みゆき                                               | 後藤次利 中島みゆき                | 中島みゆき                              |
| 北の国から'84 夏    | そして煙草 (春夏秋冬)                         | 阿久悠                                                   | 浜口庫之助                                               | 薗広昭                             | 森進一                                  |
| 北の国から'84 夏    | 世捨人唄                                      | 岡本おさみ                                               | 吉田拓郎                                                 | 馬飼野俊一                         | 森進一                                  |
| 北の国から'84 夏    | SQUALL                                        | 三浦徳子                                                 | 小田裕一郎                                               | 大村雅朗                           | 松田聖子                                |
| 北の国から'84 夏    | この空を飛べたら                              | 中島みゆき                                               | 中島みゆき                                               | 鈴木茂                             | 中島みゆき                              |
| 北の国から'84 夏    | PROLOGUE                                      |                                                          | 高中正義                                                 | 高中正義 ストリングスアレンジ:星勝 | 高中正義                                |
| 北の国から'84 夏    | ラヴ・イズ・オーヴァー                        | 伊藤薫                                                   | 伊藤薫                                                   | 小谷充                             | 森進一                                  |
| 北の国から'84 夏    | SWEET MEMORIES                                | 松本隆                                                   | 大村雅朗                                                 | 大村雅朗                           | 松田聖子                                |
| 北の国から'87初恋   | シェリー                                      | 尾崎豊                                                   | 尾崎豊                                                   | 西本明                             | 尾崎豊                                  |
| 北の国から'87初恋   | パパ・ドント・プリーチ                        | ブライアン・エリオット マドンナ                          | ブライアン・エリオット マドンナ                          |                                    | マドンナ                                |
| 北の国から'87初恋   | 哀しみ本線日本海                              | 荒木とよひさ                                             | 浜圭介                                                   | 竜崎孝路                           | 森昌子                                  |
| 北の国から'87初恋   | I LOVE YOU                                    | 尾崎豊                                                   | 尾崎豊                                                   | 西本明                             | 尾崎豊                                  |
| 北の国から'89帰郷   | 愛傷歌                                        | 石本美由紀                                               | 三木たかし                                               | 三木たかし                         | 森昌子                                  |
| 北の国から'89帰郷   | 乾杯                                          | 長渕剛                                                   | 長渕剛                                                   | 青木望                             | 長渕剛                                  |
| 北の国から'89帰郷   | テリーのテーマ                                | チャールズ・チャップリン                                 | チャールズ・チャップリン                                 |                                    | フランク・チャックスフィールド          |
| 北の国から'89帰郷   | 愛の島シラキューズ                            |                                                          |                                                          |                                    | アンテナ                                |
| 北の国から'89帰郷   | シー                                          | G. Cadiere                                               | G. Cadiere                                               |                                    | ヴィクター・ラズロ                      |
| 北の国から'89帰郷   | Crazy Love                                    | LASLEY DAVID, LERNER ROBIN B, MALAMET MARSHA, RICH ALLAN | LASLEY DAVID, LERNER ROBIN B, MALAMET MARSHA, RICH ALLAN |                                    | 麻倉未稀                                |
| 北の国から'89帰郷   | I LOVE YOU                                    | 尾崎豊                                                   | 尾崎豊                                                   | 西本明                             | 尾崎豊                                  |
| 北の国から'89帰郷   | サム・チルドレン・シー・ヒム                  | Alfred Burt                                              | Alfred Burt                                              |                                    | ジョージ・ウィンストン                  |
| 北の国から'92巣立ち | 待ちわびて哀愁                                | たきのえいじ                                             | 猪俣公章                                                 | 竜崎孝路                           | マルシア                                |
| 北の国から'92巣立ち | 万里の河                                      | 飛鳥涼                                                   | 飛鳥涼                                                   | 瀬尾一三                           | チャゲ&飛鳥                             |
| 北の国から'92巣立ち | ロール・オブ・ザ・ダイス                      | Springsteen, Roy Bittan                                  | Springsteen, Roy Bittan                                  |                                    | ブルース・スプリングスティーン          |
| 北の国から'92巣立ち | BLUE TWILIGHT                                 | 森山進治                                                 | 小田裕一郎                                               | 笹路正徳                           | TUBE                                    |
| 北の国から'92巣立ち | 4年目の秋                                     | 浜田省吾                                                 | 浜田省吾                                                 | 水谷公生                           | 浜田省吾                                |
| 北の国から'92巣立ち | テリーのテーマ                                | チャールズ・チャップリン                                 | チャールズ・チャップリン                                 |                                    | フランク・チャックスフィールド          |
| 北の国から'92巣立ち | ニュー・シネマ・パラダイス メインテーマ       |                                                          | エンニオ・モリコーネ                                     |                                    | エンニオ・モリコーネ                    |
| 北の国から'92巣立ち | ニュー・シネマ・パラダイス トトとアルフレッド |                                                          | エンニオ・モリコーネ                                     |                                    | エンニオ・モリコーネ                    |
| 北の国から'92巣立ち | 「南極物語」メイン・テーマ                    |                                                          | ヴァンゲリス                                             |                                    | ヴァンゲリス                            |
| 北の国から'92巣立ち | 女よ、GOMEN                                   | 長渕剛                                                   | 長渕剛                                                   | 矢島賢                             | 長渕剛                                  |
| 北の国から'92巣立ち | 東京HOLD ME TIGHT                             | 大津あきら                                               | 浜圭介                                                   | 若草恵                             | 桂銀淑                                  |
| 北の国から'92巣立ち | 想い出の九十九里浜                            | 長戸大幸                                                 | 織田哲郎                                                 | 織田哲郎                           | Mi-Ke                                   |
| 北の国から'92巣立ち | 西新宿の親父の歌                              | 長渕剛                                                   | 長渕剛                                                   | 瀬尾一三                           | 長渕剛                                  |
| 北の国から'92巣立ち | SAY YES                                       | 飛鳥涼                                                   | 飛鳥涼                                                   | 十川知司                           | CHAGE&ASKA                              |
| 北の国から'92巣立ち | ETERNAL WIND〜ほほえみは光る風の中〜          | 西脇唯                                                   | 西脇唯 緒里原洋子                                        | 門倉聡                             | 森口博子                                |
| 北の国から'95秘密   | アンアブレビエイテッド・ラブ                  | Cyndi Lauper, Tom Kelly, Billy Steinberg                 | Cyndi Lauper, Tom Kelly, Billy Steinberg                 |                                    | シンディ・ローパー                      |
| 北の国から'95秘密   | ミスティ                                      | ローラ・フィジィ                                         | ローラ・フィジィ                                         |                                    | ローラ・フィジィ                        |
| 北の国から'95秘密   | 四月の恋                                      | Sammy Fain, Paul Francis Webster                         | Sammy Fain, Paul Francis Webster                         |                                    | パット・ブーン                          |
| 北の国から'95秘密   | I LOVE YOU                                    | 尾崎豊                                                   | 尾崎豊                                                   | 西本明                             | 尾崎豊                                  |
| 北の国から'95秘密   | Just Another Honky                            | Lane Ronald 日本語詞:浅川マキ                            | Lane Ronald                                              |                                    | 浅川マキ                                |
| 北の国から'95秘密   | かもめ                                        | 寺山修司                                                 | 山木幸三郎                                               | 山木幸三郎                         | 浅川マキ                                |
| 北の国から'95秘密   | わが恋人の黒髪                                | NILES, John Jacob                                        | NILES, John Jacob                                        |                                    | ヘレン・メリル                          |
| 北の国から'98時代   | 時化酒場                                      | 峰梓                                                     | 関野幾生                                                 | 南郷達也                           | 鳥羽一郎                                |
| 北の国から'98時代   | ハーフ・イン・ラブ,ハーフ・イン・ヘイト       | Ole Sverre Olsen, Harket                                 | Ole Sverre Olsen, Harket                                 |                                    | モートン・ハルケット                    |
| 北の国から'98時代   | リナウンスメント                              |                                                          | ミュリエル・ハーバート                                   |                                    | マイケル・ホップ&マーティン・ティルマン |
| 北の国から'98時代   | 君へのバラード                                | 前田亘輝                                                 | 春畑道哉                                                 | TUBE                               | TUBE                                    |
| 北の国から'98時代   | 想い出ぼろぼろ                                | 阿木燿子                                                 | 宇崎竜童                                                 | 馬飼野康二                         | 内藤やす子                              |
| 北の国から'98時代   | 百万本のバラ                                  | レオンス・ブリアディス 日本語詞:加藤登紀子               | ライモンズ・パウルス                                     | 川村栄二                           | 加藤登紀子                              |
| 北の国から'98時代   | ウーマン                                      | ジョン・レノン                                           | ジョン・レノン                                           |                                    | ジョン・レノン                          |
| 北の国から'98時代   | 恋のかけら                                    | 奥田民生                                                 | 奥田民生                                                 | 奥田民生                           | 奥田民生                                |
| 北の国から'98時代   | 丘の上の愛                                    | 浜田省吾                                                 | 浜田省吾                                                 | 佐藤準                             | 浜田省吾                                |
| 北の国から'98時代   | アズ・タイム・ゴーズ・バイ                    | ハーマン・フップフェルド                                 | ハーマン・フップフェルド                                 |                                    | ドーリー・ウィルソン                    |
| 北の国から'98時代   | 時代                                          | 中島みゆき                                               | 中島みゆき                                               | 船山基紀                           | 中島みゆき                              |
| 北の国から 2002遺言 | 秋桜                                          | さだまさし                                               | さだまさし                                               | 萩田光雄                           | 山口百恵                                |
| 北の国から 2002遺言 | ほととぎす                                    | なかにし礼                                               | 三木たかし                                               | 三木たかし                         | 石川さゆり                              |
| 北の国から 2002遺言 | 人生しみじみ…                                 | 仁井谷俊也                                               | 曽根幸明                                                 | 若草恵                             | 天童よしみ                              |

## 制作
倉本によると映画『キタキツネ物語』と『アドベンチャー・ファミリー』の大ヒットにより、似たようなものが出来ないかと、フジテレビから倉本に話が持ち込まれたことから企画が始まったとしている。1973年の『ぶらり信兵衛 道場破り』以来の倉本との付き合いであるフジの編成担当・白川文造によれば、フジ構内の喫茶店（ラポルト）で倉本と雑談した際、白川が「富士の裾野に丸木小屋を建ててホームドラマを作る話」を提案したところ、倉本が「それ、富良野でやらせてくれ！」と頼み込み、倉本の案内で白川とプロデューサーの中村敏夫とで富良野を視察。そこで二人とも予算オーバーになっても「ここを舞台にしよう」と決め、倉本が人物相関図を作り、白川が企画意図を追記して企画書を作成した。当初のタイトルは「灯(ともしび)」であったが地味過ぎるという事で「腕白宣言」に変えたがこれも却下。結局白川が名付けた現タイトルになった。
しかし作成した企画書は編成には渡らず、フジプロダクション（当時。フジテレビ分社化時代の制作会社の一つ）の片岡政則社長が「面白い、しかしこれは編成には提出するな。じきにわかるから」と話し温存させた。その直後に当時のフジテレビ会長であった鹿内信隆は、フジ低迷の切り札として「副社長を息子の鹿内春雄、専務を村上七郎（後の関西テレビ社長）にする」と発表、フジプロダクションなどに分社化していた制作部門をフジテレビ本体に合流させるという大胆人事を断行した。これによりプロデューサーの中村はフジ本体に合流し、編成の白川は編成部副部長に就任。そのため企画書をプレゼンすることなく白川自らが中村に企画のゴーサインを出し、ドラマ「北の国から」の制作が動き出した。
主役の黒板五郎役は大御所俳優からは高倉健・田中邦衛・仲代達矢・菅原文太・北島三郎、演技派のベテラン俳優からは緒形拳、二枚目の銀幕スターからは藤竜也、その他中村雅俊、西田敏行などが候補に挙がったが、最終的には情けなさそうな人物の父親像ということで田中を抜擢した。なお菅原は『92巣立ち』に特別出演し、高倉は同『巣立ち』の中で純たちが見ていた『南極物語』の中で間接的に画面に出ている。当初は雪子が五郎に惚れるという設定だったが、主役が田中になったため恋愛対象相手が変わった。またドラマ制作前の企画段階では八千草薫と淡島千景が出演者として予定されメディアに広報されていた。
倉本によると、田中以外の役は主にオーデションで決定した。吉岡は映画『遙かなる山の呼び声』を見て、かつオーデションでずば抜けていたのですぐに決まった。中嶋はみんなが遊んでいる時、一人で機材を押す台車で遊んでいた独特の雰囲気で決まり、それ以外の残った子が中澤佳仁(正吉)、塩沢徳子(すみえ)になった。古本新之助(広介)、永堀剛敏(チンタ)は連続シリーズ主役オーデションで落ちたものの「初恋」での純の友達オーデションで合格している。れい役は、オーデションで決まった子がマネージャーと喧嘩して事務所を辞め再オーデションをしても決まらず、モデル会社から勧められて横山めぐみに決定。シュウ役の宮沢りえは、倉本は反対だったが杉田がほれ込んでキャスティング。タマコ役の裕木奈江はオーデションで杉田が決め、結役の内田有紀は倉本の一押しで決めた。
純による東京のガールフレンドに語りかけるナレーションが、物語の語り手となっている。「今日僕は…なわけで」「…しており」「…と思われ」などの特徴的な口調は、同じ倉本脚本のドラマ『前略おふくろ様』で主役を演じる萩原健一によるナレーション手法を転用したものである。倉本は『前略おふくろ様』で初めてこの手法を使用した際に口調は山下清から流用したが、本作でもそのまま使われる形になった。後のスペシャル化後はガールフレンドに語りかける設定は徐々になくなっていったが、このスタイルは踏襲された。また倉本は富良野に来た頃の僕(倉本)の目線で書きたかったため。とも語っている。
日枝久編成局長は、富良野で長期ロケをやると言う話を聞き、中村プロデューサーを呼んだ。日枝は「君は、富良野で1年がかりでのロケをやるそうだが、フィルムロケでは価値がない。私は2、3日前にソニーの方と会ったが、新しい技術が開発されて、VTRでもスイッチを入れると瞬時に回せるものができたそうだ。すぐに聞いてこいよ」と話した。中村は、技術陣と一緒に早速ソニーへ行き、テストを行ったところ、結果は上々だった。中村は「是非使わせて下さい」と申し入れた。するとソニー側は、「当社としては試作品だから、無料でお使い下さい」とのことで、中村は直ちに1980年10月からのロケで使うことを決めた。国内初のVTRロケの始まりである。制作費予算は総額約6億円で1話あたり約2,500万円だった。ただし、倉本によると実際には1話あたり5,000万円近くかかり、放送前の時点で赤字が積み上がったため中村プロデューサーが心痛から急病で入院することになったという。連続ドラマでは東京の場面が多いが、これは東京と地方の対比を描きたかったことと前述の番組予算問題のためである。また連続時代のテレビ放送は、最終話までの全ての撮影が終了してから第一話が放映された。
フジの系列局である北海道文化放送が連続ドラマ版を開局10周年記念番組として位置付けて番組制作に協力し、その後のドラマスペシャル版でも制作を協力。毎回長期に渡る北海道ロケが敢行された。スペシャル版は初期のころは1年置きで制作されていたが、子役(純と螢)の学校の関係と長期撮影のため思うように撮影時間が取れず、季節が2回シリーズに入ってしまい、3年くらいの間隔が開くようになった、と杉田は語っている。
SPの最後に毎回回想シーンがあるのは、これが最後という気持ちで制作していたからである。最初の放送からドラマスペシャルが21年間に渡って放送されたが、制作スタッフの高齢化による定年退職や、長期ロケによる高額な制作費により、続編の制作が困難になったことから、『2002遺言』をもってシリーズの歴史に幕を下ろした。倉本は著作の中で「演出の杉田はスタッフの高齢化をやめる理由に挙げていたが、五郎さんや純や螢がいなくては無理だが、スタッフは新しい人に変えられる。杉田自身がやる気をなくしていた。邦さんはやる気があったが、吉岡は続ける気がなかった。地井が亡くなったことも大きく、大滝さんも亡くなった。岩城の草太を殺したのは大きなミスだった」と述べている。また倉本は終了について「スタッフが高齢化した」とするフジテレビの説明を、「おかしな理由だ。スタッフを替えればいい」と批判している。

### 協力者
舞台を麓郷とする着想は、富良野に移住した倉本が麓郷で林業を営んでいた人物と出会ったことがその始まりであった。ドラマに登場する中畑和夫はこの人物をモチーフとしたキャラクターである。この人物は妻とともにロケ地の提供や撮影への協力を献身的におこないドラマを支えた。倉本は彼を「『北の国から』の全作品を通しての最大の功労者」「彼がいなかったら出来ていない」と記している。また、彼をはじめとする富良野で出会った人々についてはエッセイ『北の人名録』（新潮文庫）に詳しく記されている。

## 放送日程

### 連続ドラマ
- 平均視聴率 14.8%（視聴率はビデオリサーチ調べ、関東地区・世帯）

| 話数   | 放送日         | サブタイトル | 演出     | 視聴率 |
| ------ | -------------- | ------------ | -------- | ------ |
| 第1話  | 1981年10月09日 | 廃屋         | 富永卓二 | 16.4%  |
| 第2話  | 10月16日       | 手紙         | 富永卓二 | 11.2%  |
| 第3話  | 10月23日       | 決意         | 富永卓二 | 9.3%   |
| 第4話  | 10月30日       | 女弁護士     | 杉田成道 | 11.1%  |
| 第5話  | 11月06日       | キツネ       | 杉田成道 | 10.3%  |
| 第6話  | 11月13日       | マフラー     | 山田良明 | 13.5%  |
| 第7話  | 11月20日       | 電話         | 富永卓二 | 13.2%  |
| 第8話  | 11月27日       | 水道         | 山田良明 | 14.3%  |
| 第9話  | 12月04日       | 来訪         | 富永卓二 | 13.5%  |
| 第10話 | 12月11日       | 奇跡         | 杉田成道 | 16.0%  |
| 第11話 | 12月18日       | 家出         | 杉田成道 | 13.8%  |
| 第12話 | 12月25日       | 罠           | 富永卓二 | 13.2%  |
| 第13話 | 1982年01月08日 | 帰京         | 富永卓二 | 13.5%  |
| 第14話 | 1月15日        | UFO          | 杉田成道 | 13.2%  |
| 第15話 | 1月22日        | 事件         | 山田良明 | 15.1%  |
| 第16話 | 1月29日        | 転校         | 富永卓二 | 14.4%  |
| 第17話 | 2月05日        | 別離         | 富永卓二 | 18.6%  |
| 第18話 | 2月12日        | イカダ下り   | 富永卓二 | 16.2%  |
| 第19話 | 2月19日        | 後悔         | 杉田成道 | 17.0%  |
| 第20話 | 2月26日        | 転勤         | 杉田成道 | 17.5%  |
| 第21話 | 3月05日        | 再会         | 山田良明 | 15.7%  |
| 第22話 | 3月12日        | 誕生日       | 杉田成道 | 17.8%  |
| 第23話 | 3月19日        | 破れた靴     | 山田良明 | 19.6%  |
| 最終話 | 3月26日        | 丸太小屋     | 富永卓二 | 21.0%  |

### ドラマスペシャル
- 『'87初恋』はシリーズ完結前の「シリーズにおける最高の名場面は?」というアンケートにおいて、「純が汚れたお札を見ながら富良野を旅立っていく」というラストシーンが1位に選ばれている。また2021年3月24日に田中邦衛が亡くなった時は追悼番組で2021年4月3日に再放送された。
- 『'95秘密』以降、ハイビジョンで撮影。
- 『'98時代』は「フジテレビ開局40周年記念番組」として制作された。
- 『2002遺言』は「UHB（北海道文化放送）開局30周年記念番組」として放送。
  - 前編は『2002 FIFAワールドカップ』、『第53回NHK紅白歌合戦』を除き2002年の最高視聴率番組。
  - 中嶋朋子の実子が息子役で出演。吉岡秀隆と恋人役の内田有紀は共演をきっかけに2002年12月に結婚したが2005年に離婚している[133]。

| 話数 | 放送日        | サブタイトル             | 演出     | 視聴率 |
| ---- | ------------- | ------------------------ | -------- | ------ |
| 1    | 1983年3月24日 | 北の国から'83冬          | 杉田成道 | 26.4%  |
| 2    | 1984年9月27日 | 北の国から'84夏          | 杉田成道 | 24.3%  |
| 3    | 1987年3月27日 | 北の国から'87初恋        | 杉田成道 | 20.5%  |
| 4    | 1989年3月31日 | 北の国から'89帰郷        | 杉田成道 | 33.3%  |
| 5    | 1992年5月22日 | 北の国から'92巣立ち 前編 | 杉田成道 | 32.2%  |
| 5    | 5月23日       | 北の国から'92巣立ち 後編 | 杉田成道 | 31.7%  |
| 6    | 1995年6月09日 | 北の国から'95秘密        | 杉田成道 | 30.8%  |
| 7    | 1998年7月10日 | 北の国から'98時代 前編   | 杉田成道 | 25.9%  |
| 7    | 7月11日       | 北の国から'98時代 後編   | 杉田成道 | 24.8%  |
| 8    | 2002年9月06日 | 北の国から 2002遺言 前編 | 杉田成道 | 38.4%  |
| 8    | 9月07日       | 北の国から 2002遺言 後編 | 杉田成道 | 33.6%  |

### 関連番組

#### 番外編
ゆく年くる年（民放版、1982年 - 1983年）
フジテレビ制作回。田中邦衛・吉岡秀隆・中嶋朋子の3人が開園を間近に控えた東京ディズニーランドから生中継で出演。ディズニーキャラ達と対面した後に年が明ける流れだった。
北の国から 記憶
2002年8月23日・30日放送。最終章「2002 遺言」の放送前に制作された総集編。2週にわたって「金曜エンタテイメント」枠にて放送。前編の「1980 - 1987」は、連続ドラマから「'87 初恋」まで、後編の「1989 - 1998」は、「'89 帰郷」から「'98 時代」までとなっている。この作品で大凡のストーリーが理解できるものの、前後編4時間弱という時間の関係上、細かなストーリーは省略されている。
ドキュメンタリー“北の国から”
2002年9月9日放送。「2002遺言」の舞台裏を中心としたドキュメンタリー番組。語りは中嶋朋子。

#### 本作終了後
5夜連続!アンコールドラマスペシャル「北の国から」
2003年12月16日 - 20日放送。ハイビジョン撮影がされていた「'95秘密」、「'98時代」、「2002遺言」を地上デジタル放送開始を記念して、初のハイビジョン版での放送。なお編成上の都合で時間枠が足りなかった「2002遺言・前編」については、冒頭で22年間を振り返る回想シーンが追加されている。
カルトQ2005〜誇り〜（北の国から）編
2005年10月17日（月）深夜1:19 - 2:14の登龍門ニューカマーズ枠で放送。
司会:伊藤利尋（フジテレビアナウンサー）・有村実樹
出演者：勝俣州和・増田英彦（ますだおかだ）・ビビる大木

## 作品の評価
美しい自然や祭りなど、富良野市は日本中に知られるようになり、過疎の村だった麓郷地区には第1作放送直後から、休日になると数百人の観光客が見物に訪れることとなった。最終作が放送された2002年度には249万人が訪れている。富良野は北海道の観光名所となり、ドラマに使われた丸太小屋が再現された他、富良野市農業協同組合駅前4号倉庫を改造した「北の国から資料館」が設けられた。連続ドラマ第1話、黒板親子が降り立った布部駅の入口脇には、倉本の筆による「北の国 此処に始る」と書かれた碑が建てられるなどした。

## 受賞歴
- 『北の国から』の脚本等によって
  - 路傍の石文学賞（山本有三文学賞）（1982年）[135]
- 北の国から'87初恋（1987年）
  - 文化庁芸術祭
    - 芸術作品賞（テレビドラマの部）[136]
- 北の国から'92巣立ち 後編（1992年）[137]
  - 文化庁芸術祭
    - 芸術作品賞（テレビドラマの部）
- 北の国から 2002遺言（2002年）
  - 第21回向田邦子賞（倉本聰）[138]
  - 第34回ザテレビジョンドラマアカデミー賞[139]
    - ザテレビジョン特別賞

  - 第10回橋田賞[140]
    - 10周年特別顕彰

## 関連商品
シナリオ本
全作品のシナリオは理論社で刊行され、倉本聰が執筆したベースのものであるため、実際の放送内容と異なる点もある。
1981年の放送開始時に、理論社から連続ドラマの小説化を依頼されたが、倉本はこれを断り、当時としては異例のシナリオ本として前後2冊で全話シナリオを刊行し、路傍の石文学賞、小学館児童出版文化賞を受賞。発行部数も40万部と成功し、本作のシナリオ本が契機となり、山田太一や向田邦子ら脚本家のシナリオが書籍化される様になった。

以後、本作のシナリオ本の刊行は慣例となり、小説誌『小説新潮』に『'83冬』のシナリオが掲載された事もある。1994年現在、通年のSPドラマのシナリオ本と併せ90万部を記録している。2021年に全3巻で集大成が刊行された。

1993年、中学2年生の国語教科書（光村図書）にシナリオが掲載された。

サウンドトラック

DVD / Blu-ray

DVDマガジン
- 「北の国から」全話収録DVDマガジン(2017-2018)全32号

関連グッズ
新富良野プリンスホテルの敷地内には『北の国から』をはじめとする富良野を舞台にしたドラマグッズを販売する『富良野・ドラマ館』があり、ここでは黒板五郎のニット帽子やジャンパー等のオリジナルグッズが購入できる。なお、この建物は倉本の意向により昭和17年当時の富良野駅をモデルに建てられており、店内にはだるまストーブなどがあり、冬季は今でも使われている。